# Улица Минаева
Улица Минаева — улица в Ленинском районе Ульяновска. Проходит от Московского шоссе до площади 30-летия Победы. Названа в честь Дмитрия Дмитриевича Минаева, ульяновского поэта-сатирика, журналиста, переводчика, критика.

## История
Улица Минаева — впервые на плане города указана в 1780 году, как Большая Солдатская улица, из-за большого количества бывших солдатов, проживавших на ней. В 1843 году — Солдатская слобода. Участок от современной ул. Железной Дивизии до ул. Гончарова назывался Верхне-Солдатская, в 1887 году — Баранья слобода, а в 1898 году — уже Театральная. В 1887-1889 годах в доме на улице Солдатской жил поэт-сатирик Дмитрий Дмитриевич Минаев. После его смерти в 1889 году улица была переименована в Минаевскую. На плане 1900 года вся улица называлась Минаевской, а также Театральная, а на плане 1904—1905 года делит улицу на Солдатскую и Театральную. План города 1913 года участок улицы от р. Свияги до современной ул. 12 Сентября обозначил Нижне-Солдатской, от 12 Сентября до Железной Дивизии — Минаевской, от Железной Дивизии до ул. Гончарова — Театральной. С 1918 года улица называлась М. Горького, в 1947 году переименована в ул. Минаева.
В 1955 году была открыта трамвайная линия, вторая по счёту в сети Ульяновского трамвая, открывшегося в 1954 году.
До конца 1960-х годов улица была узкой, с ничем не примечательными частными деревянными домами. К 1970 году, когда отмечалось 100-летие со дня рождения Владимира Ленина, почти все деревянные здания на ней были снесены (к настоящему времени остался только дом Минаева). Улица была расширена и на ней были построены многоэтажные жилые дома с магазинами, а также Областной дворец пионеров (ныне Дворец творчества детей и молодёжи) и Областная библиотека для детей и юношества имени С. Т. Аксакова. Причиной этого было то, что улица должна была служить парадным въездом в центр города во время посещения высшим руководством страны во главе с генеральным секретарём ЦК КПСС Л.И. Брежневым построенного к памятной дате Ленинского мемориала.

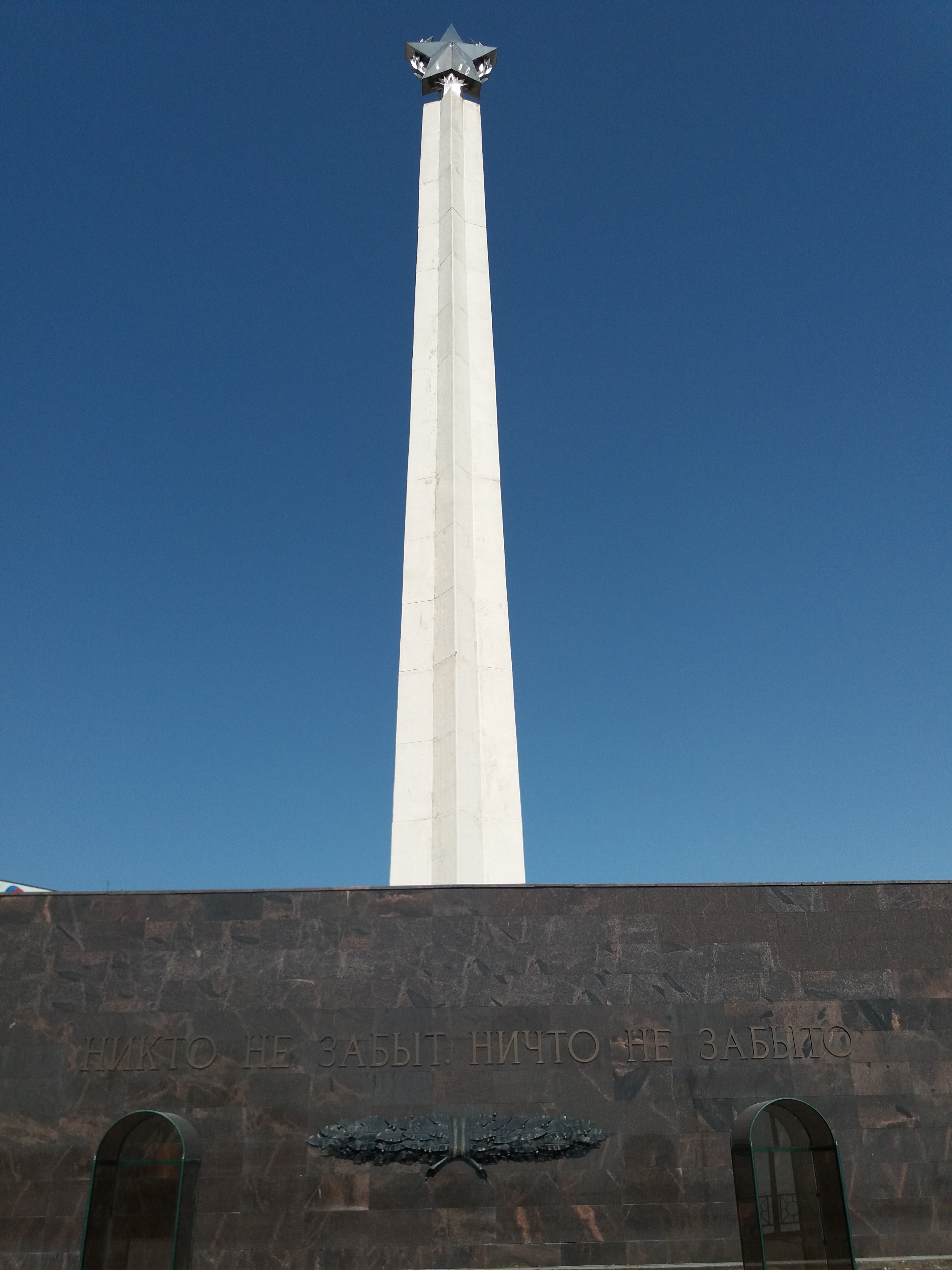
Обелиск 30-летия Победы.

В 1975 году, к 30-летию Победы, была создана Площадь 30-летия Победы с Обелиском «30 лет Победы» и Вечным огнём.
В 1986 году был открыт Дом техники.
В 1989 году на берегу Свияги началось строительство комплекса учебных корпусов филиала Московского государственного университета им. М. В. Ломоносова, основанного в 1988 году (с 1996 года Ульяновский государственный университет). Первые корпуса были введены в эксплуатацию в 1992 году, последние в 2009 году.
В 2015 году была создана Аллея пионеров-героев, с 16-ми барельефами.

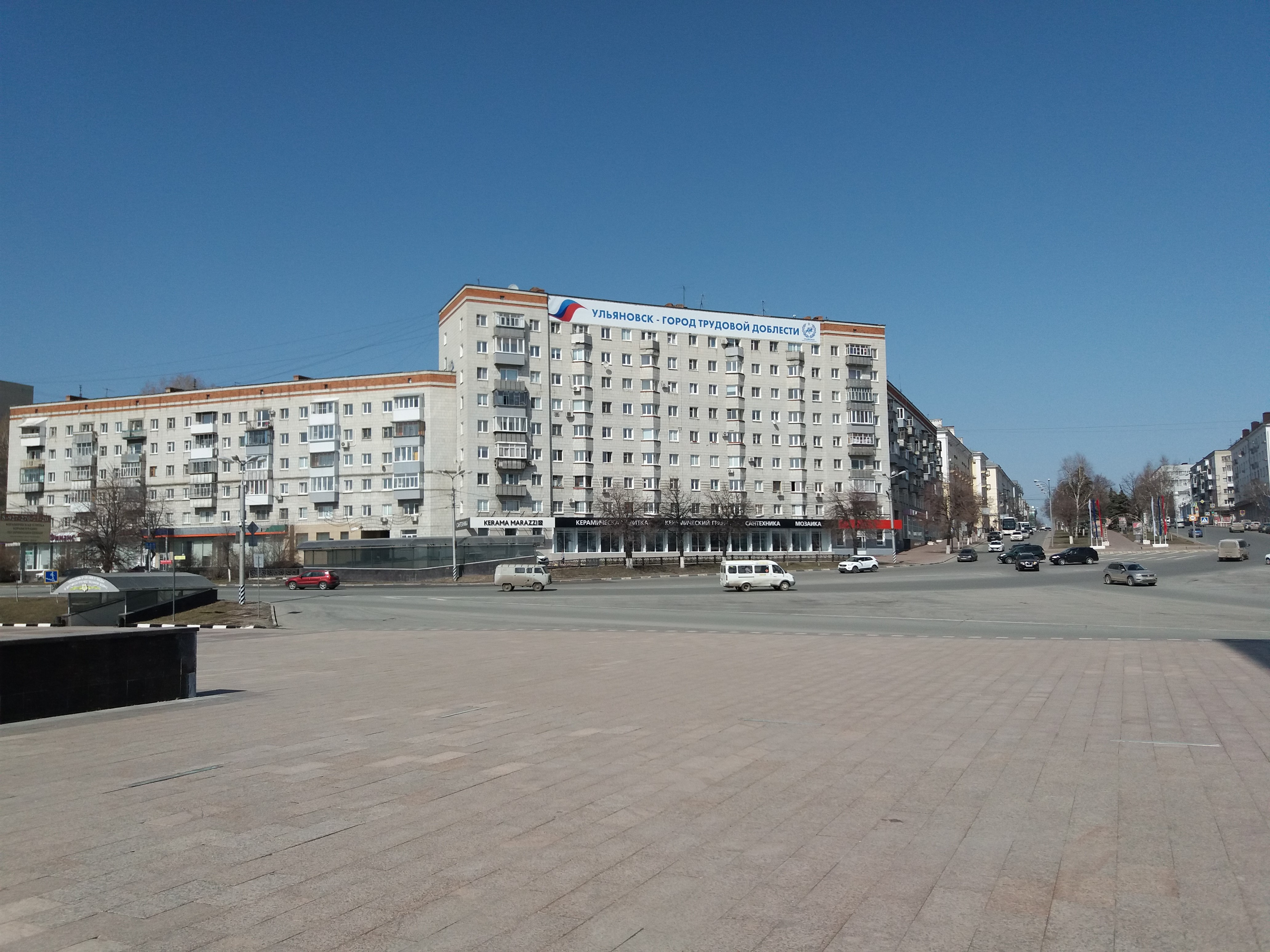
Улица Минаева (Ульяновск).

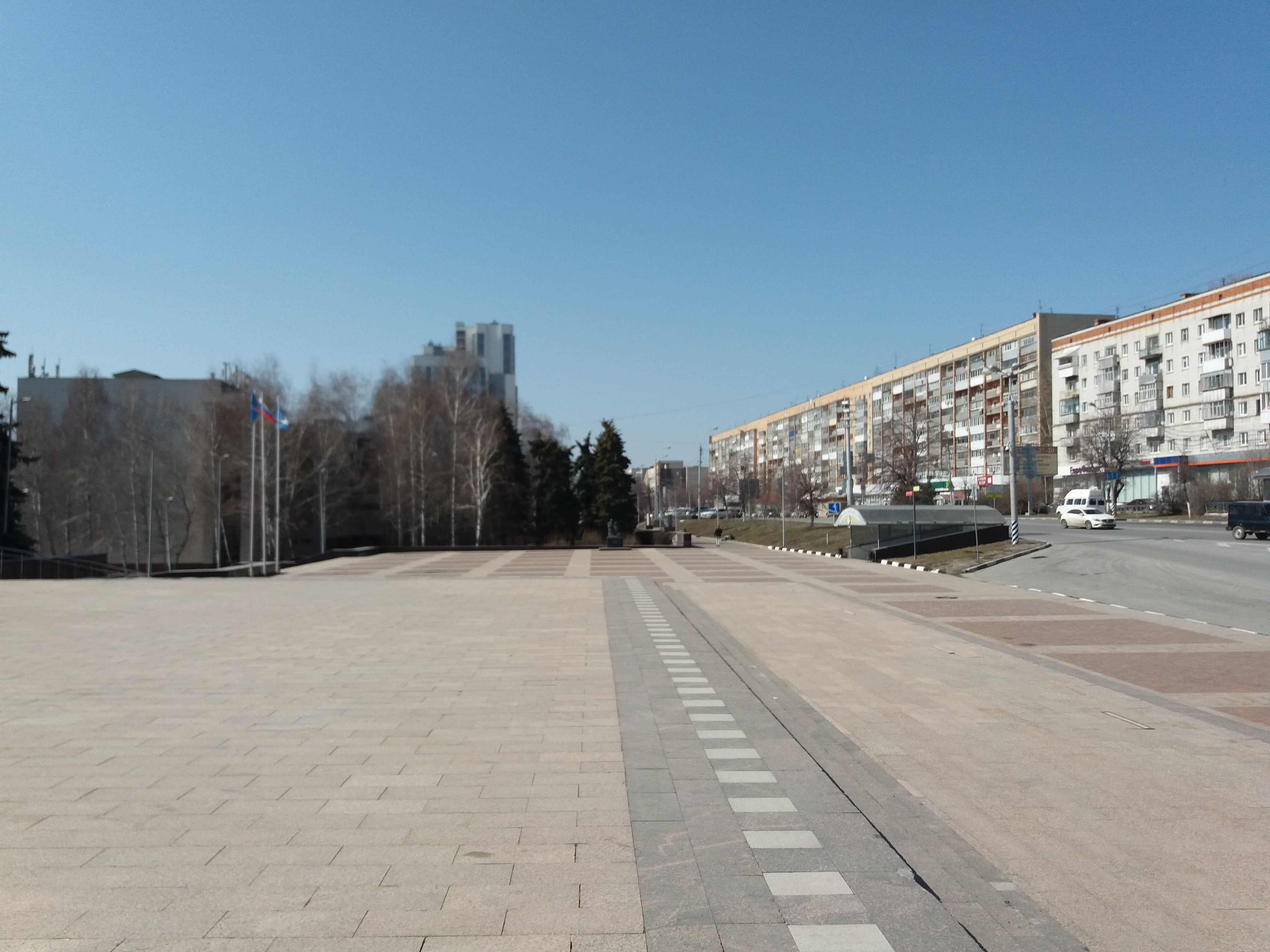
Улица Минаева (Ульяновск).

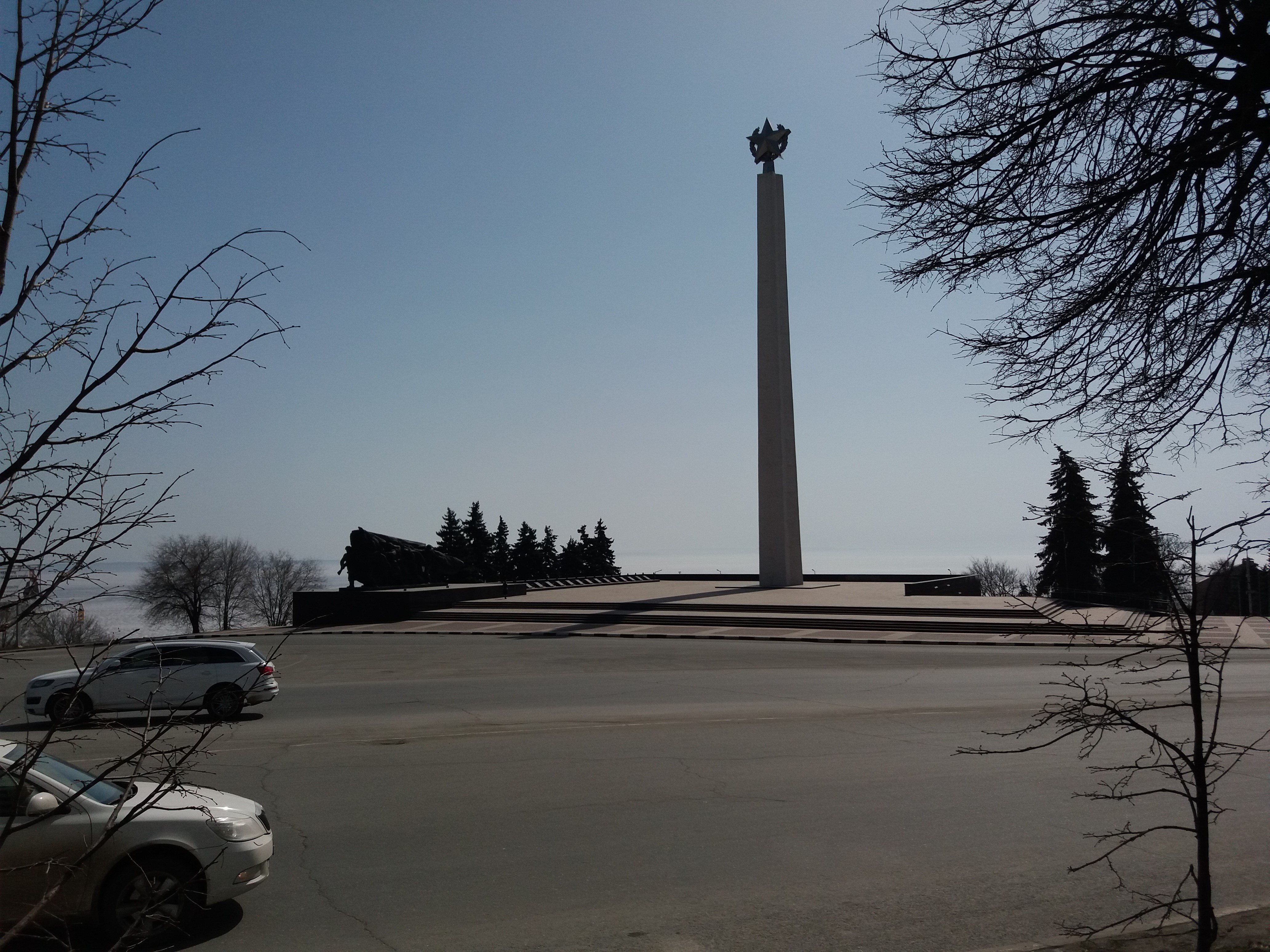
Улица Минаева, вид на площадь 30-летия Победы.

В 2019 году был сдан многоэтажный жилой дом — «Дом на Минаева», завершивший формирование улицы.

## Описание
Сегодня длина улицы Минаева составляет два километра.Тянется с востока на запад, от площади 30-летия Победы и улицы Гончарова на востоке до автомобильно-трамвайного моста через реку Свиягу, откуда начинается Московское шоссе .

### Примечательные здания
- Дворец творчества детей и молодёжи

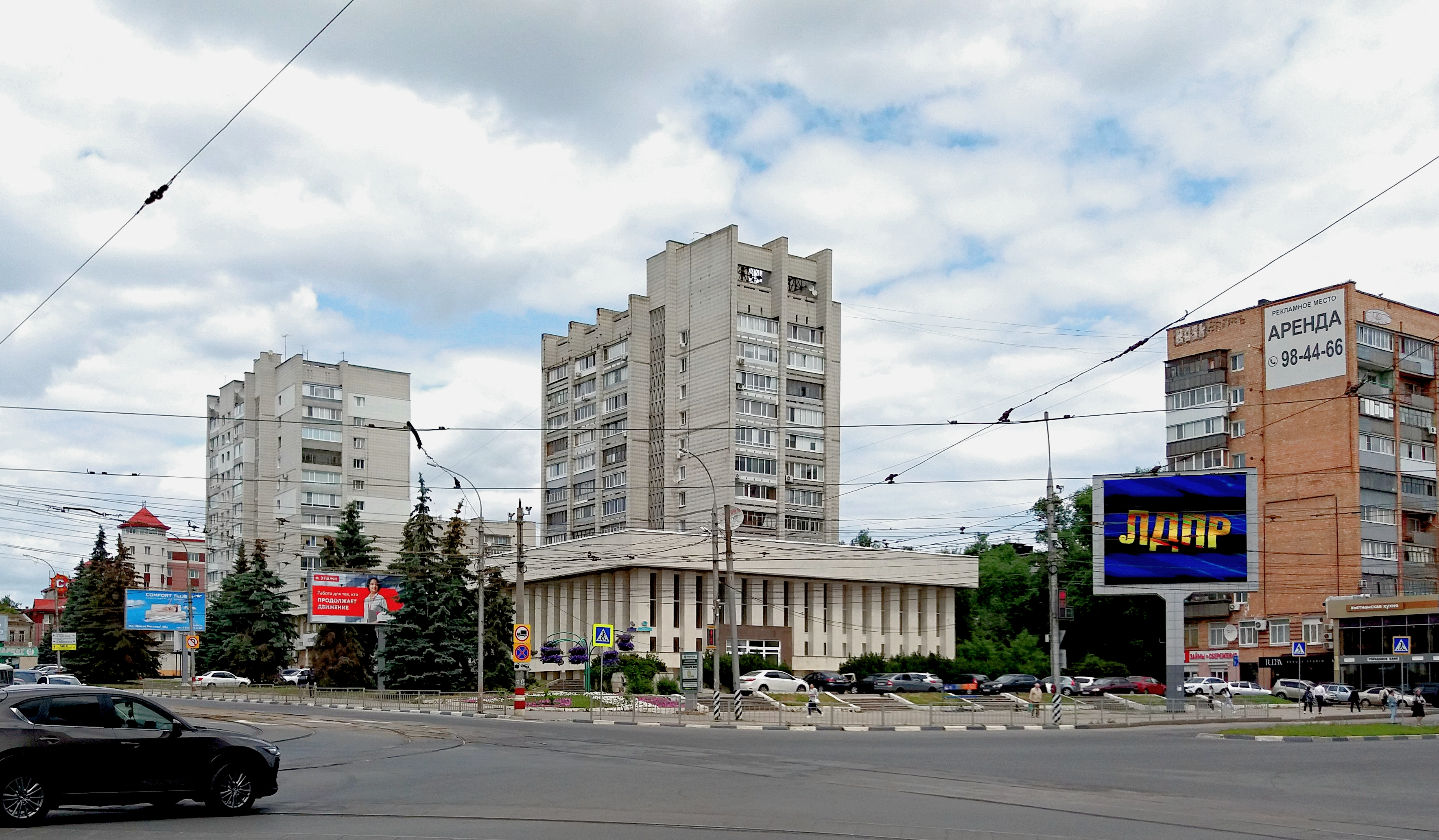
Дом техники.

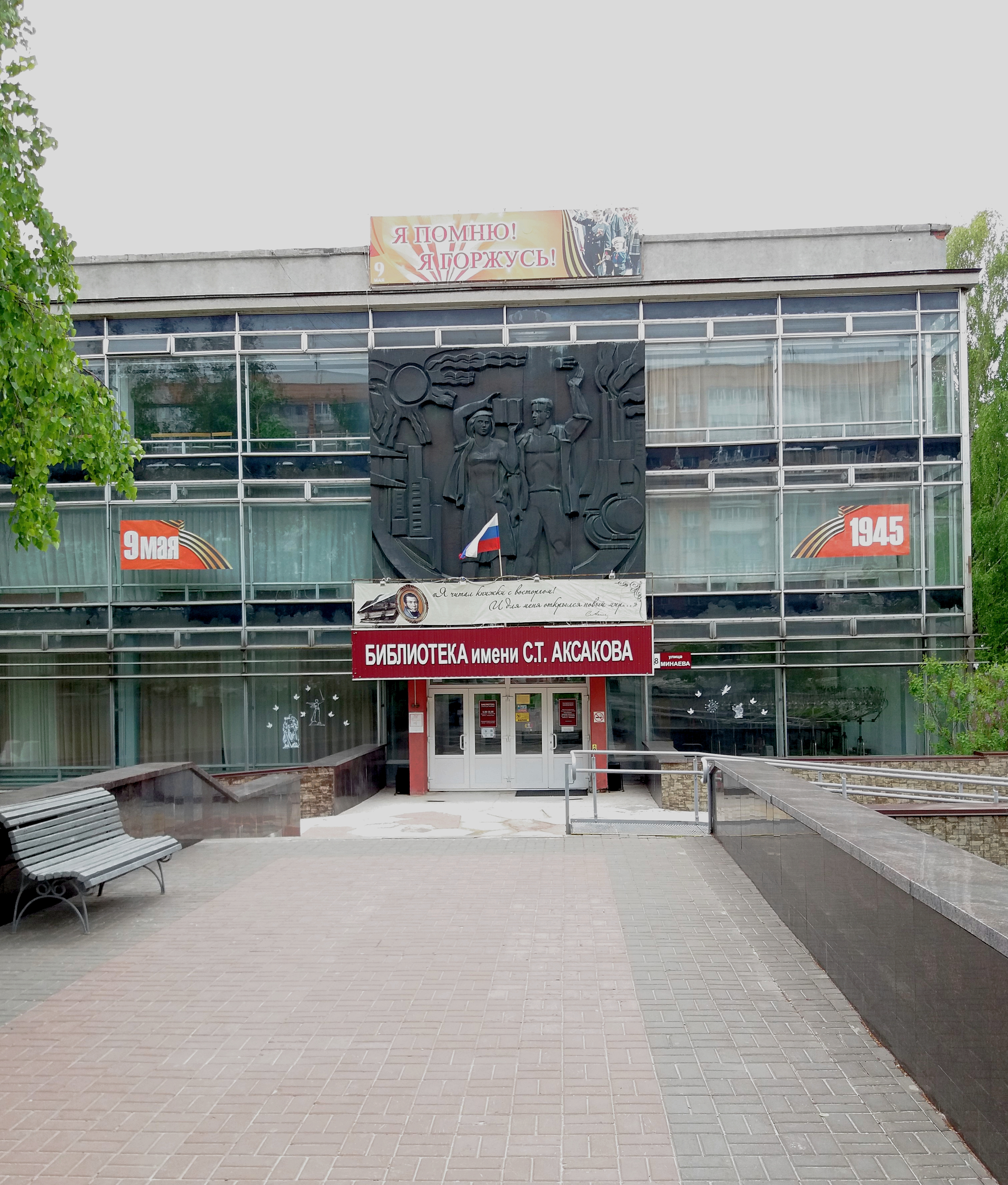
Ульяновская областная библиотека для детей и юношества имени С. Т. Аксакова.

- Ульяновская областная библиотека для детей и юношества имени С. Т. Аксакова
- Дом техники (открыт в 1986 году)[10].
- Здание первой Симбирской электростанции, открытой в 1913 году (ныне здание МУП "УльГЭС").
- Дом Д. Д. Минаева (ныне цветочный магазин).
- Конспиративная квартира Симбирской группы РСДРП (примыкает к Зелёный переулку).
- ТРК «Спартак» (быв. стадион «Спартак»);

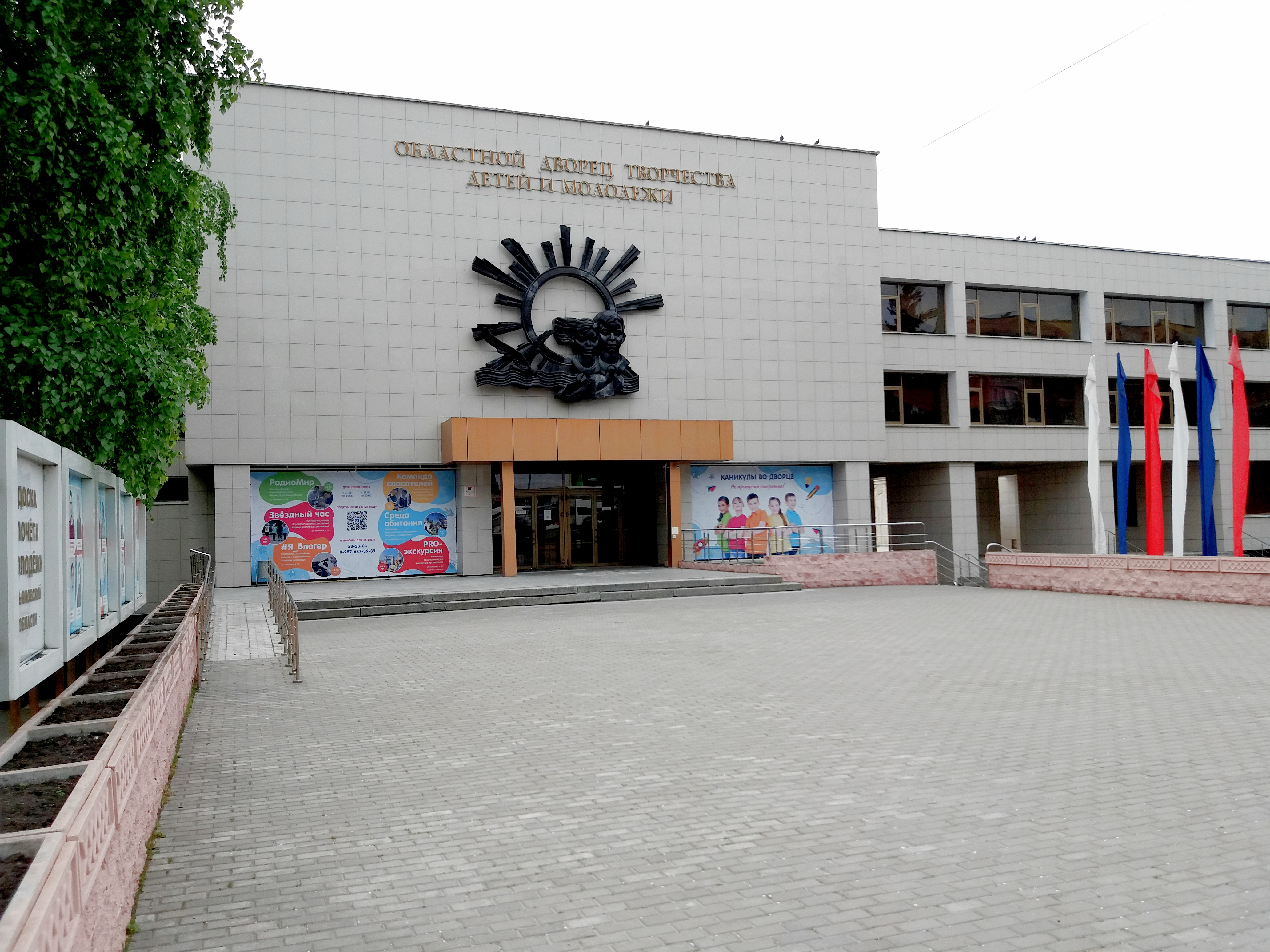
Областной дворец творчества детей и молодёжи.

- ЖК «Дом на Минаева».Областной дворец творчества детей и молодёжи.ЖК «Дом на Минаева» — одно из самых высоких зданий города.

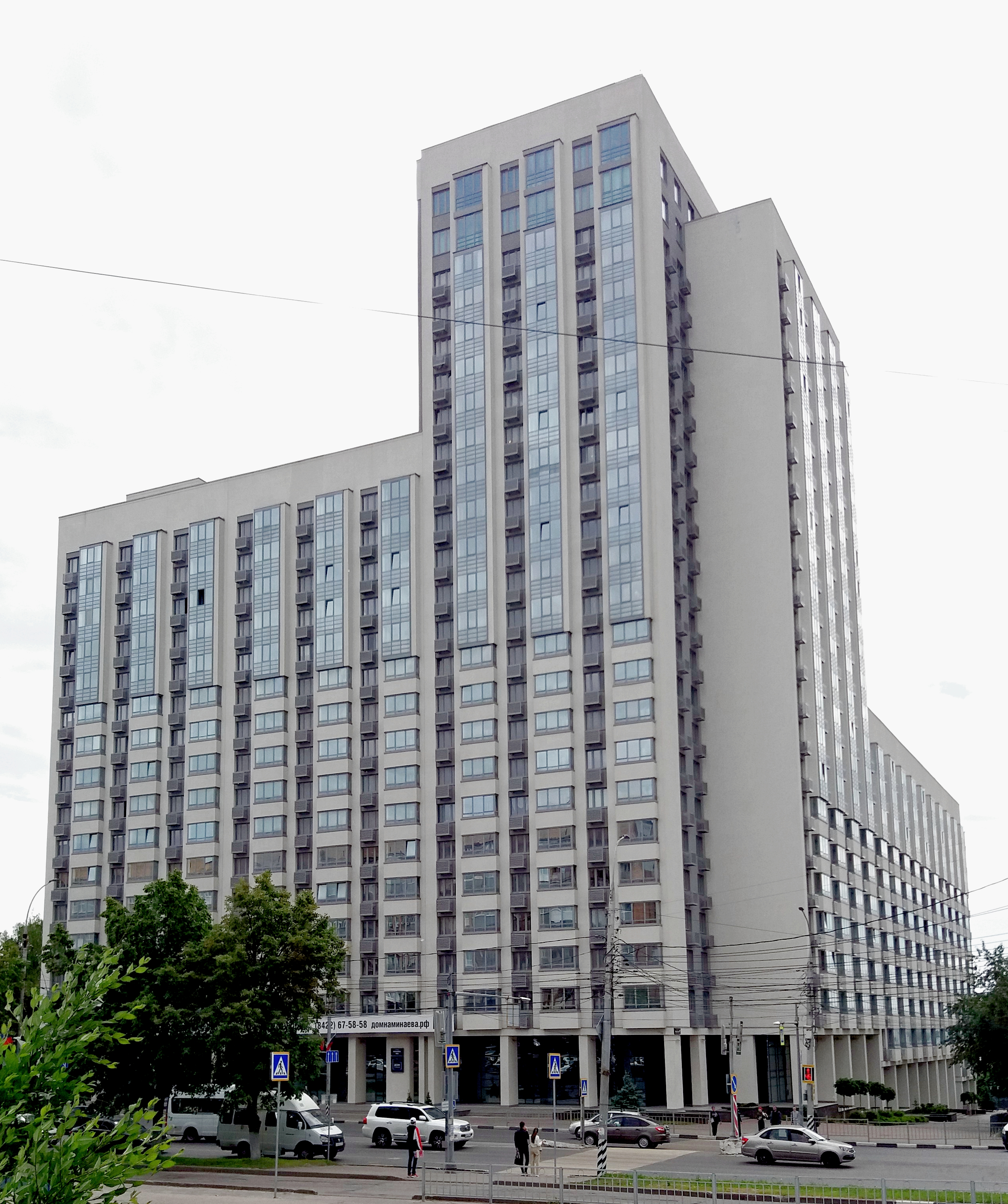
ЖК «Дом на Минаева».

- Главный учебно-лабораторный центр Ульяновского государственного университета (факультет математики и информационных технологий, инженерно-физический факультет высоких технологий факультет лингвистики, межкультурных связей и профессиональной коммуникации, Институт дополнительного образования, факультет гуманитарных наук и социальных технологий, Институт открытого образования, Экологический факультет).
- Учебно-административный блок Ульяновского государственного университета (корпуса №№ 2, 3 и 4 в которых размещаются факультет гуманитарных наук и социальных технологий, службы проректора по административно-хозяйственной работе и капитальному строительству, столовая, факультет физической культуры и реабилитации, Центр нефтегазового образования (ЦНГО), Инженерно-физический факультет высоких технологий).
- Спортзал, бассейн и стадион Ульяновского государственного университета.
- Библиотека Ульяновского государственного университета.
- Спасо-Вознесенский собор (Ульяновск).
- Всесвятский храм.

### Памятники
- Композиция "Первый электрический фонарь" (установлена у здания первой Симбирской электростанции, в честь 100-летия со дня образования Ульяновской городской электросети, январь 2013 года).
- Памятник святым благоверным князю Петру и княгине Февронии (у кампуса УлГУ).
- Скульптура «Юность» (1970, у Дворца пионеров и школьников);
- Аллея пионеров-героев, с 16-ми барельефами[8];
- В 2011 году, в рамках III Симпозиума скульпторов, на набережной р. Свияги у госуниверситета в «Сквере искусств», были созданы и установлены несколько новых скульптур[11][12].
- Памятник святому Андрею Симбирскому.
- Могила Алексия Скалы.
- Памятник «Взрослым и детям, убитым, замученным в плену и пропавшим без вести» (2005, пл. 30-летия Победы);
- Обелиск «30 лет Победы» и мемориальный комплекс в честь 30-летия Победы[13], и Стела с Вечным огнём [14].
- Памятник Героям-ульяновцам павшим за Родину.
- Памятник «Матерям афганцев».
- Памятник погибшим в Афганистане.
- Памятник «Скорбящая мать».
- Памятник «Памятник детям войны ("Детям войны посвящается")»[15].
- Скульптурная группа из фигур воинов-победителей[16].

### Улицу пересекают

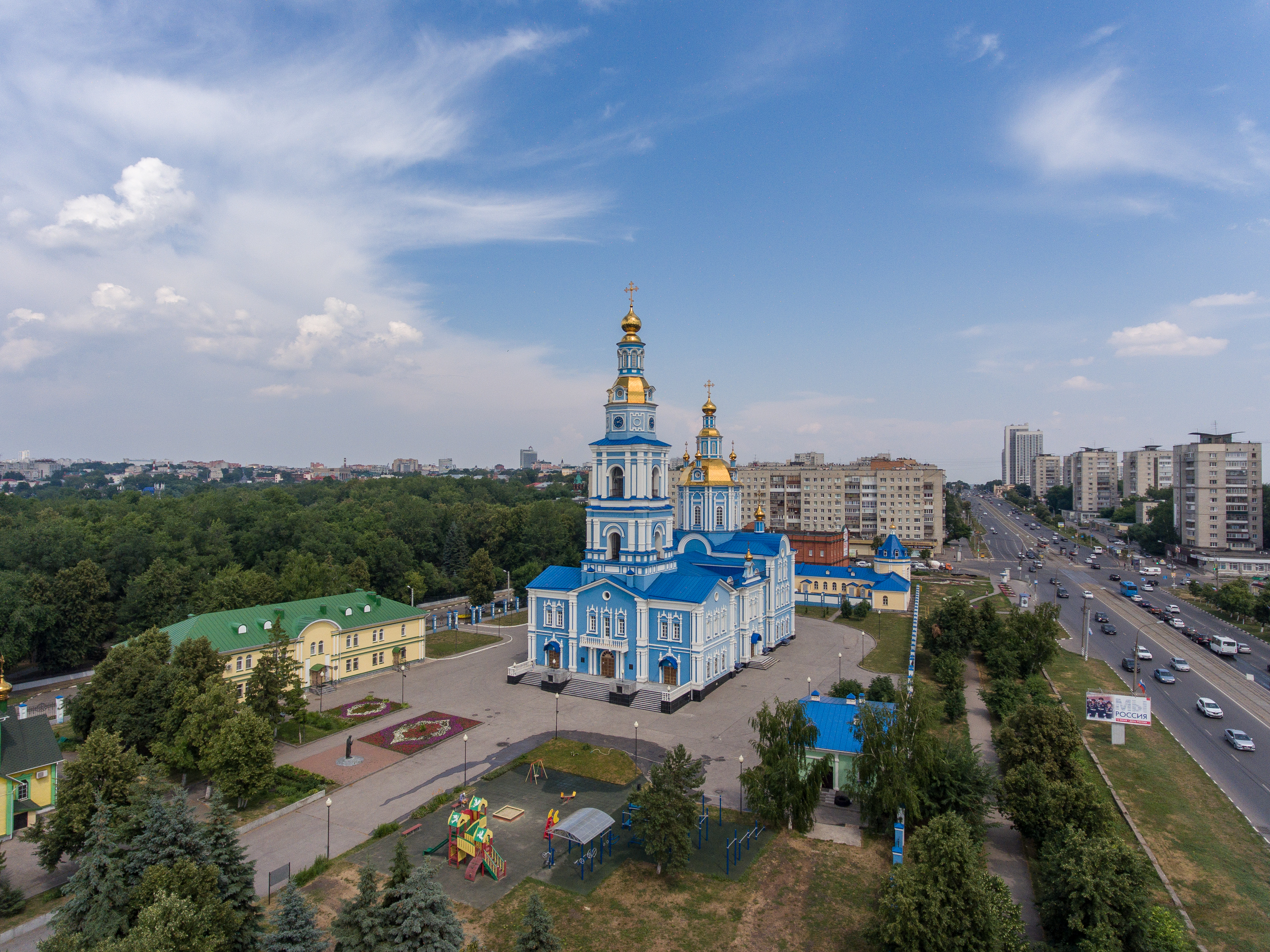
Спасо-Вознесенский кафедральный собор и улица Минаева.

- Спасо-Вознесенский кафедральный собор и улица Минаева.Улица Железной Дивизии.
- Улица 12 сентября.
- Улица Куйбышева.

### К улице примыкают
- Улица Куйбышева.
- Улица Хлебозаводская.
- Зелёный переулок.

### Скверы и аллеи
- Сквер «Возрождения Духовности».
- «Сквер искусств».
- Аллея пионеров-героев
- Аллея Победы.
- Аллея памяти павших в Афганистане и на Северном Кавказе.

## Галерея

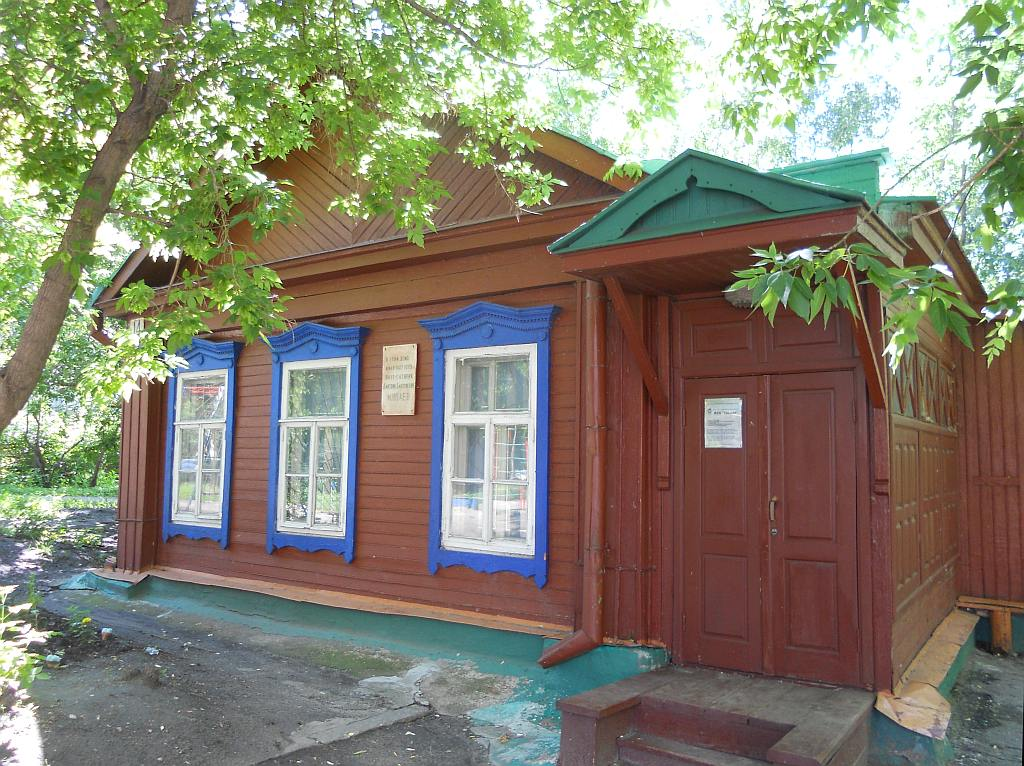
Дом Д.Д. Минаева
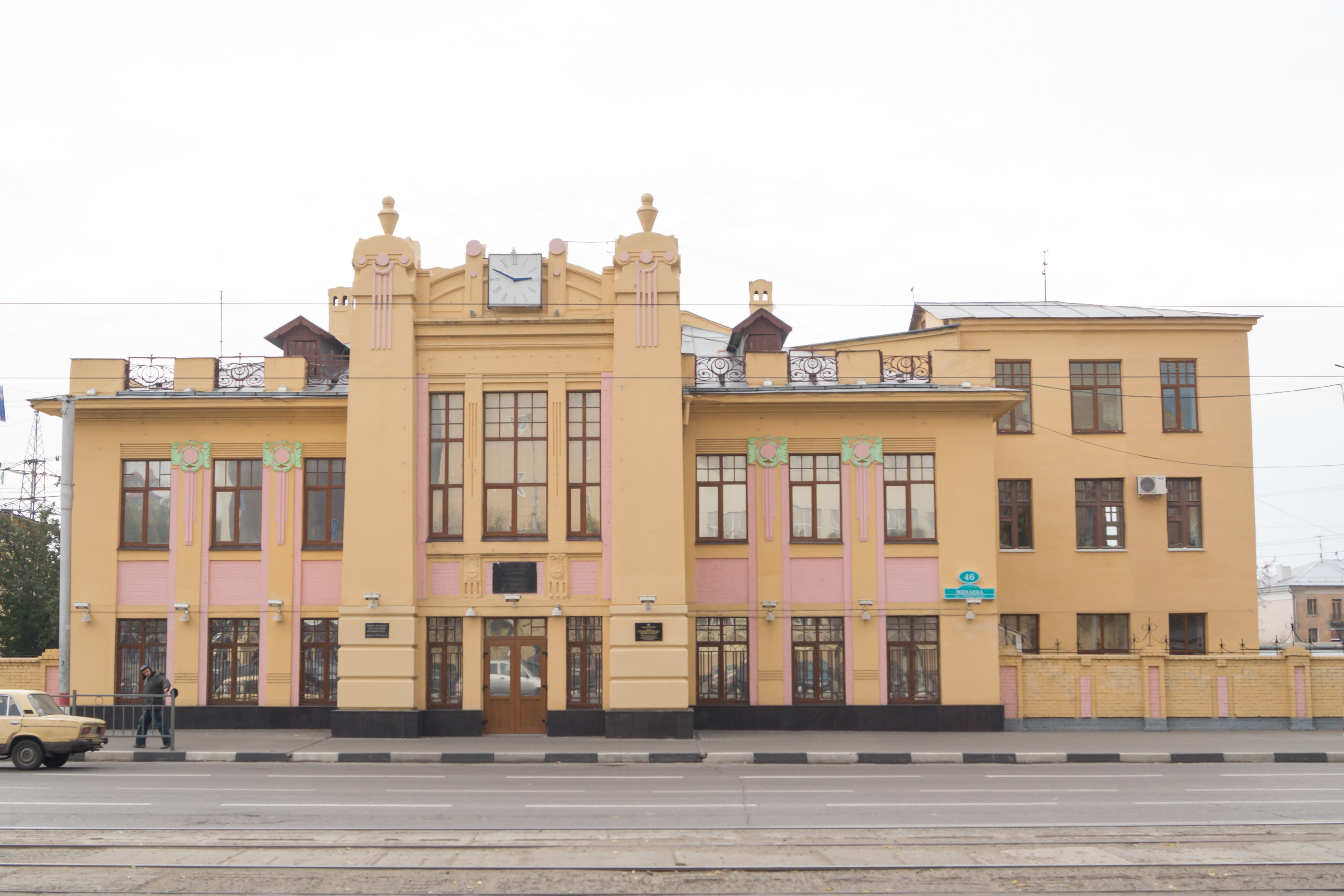
Здание первой Симбирской электростанции, открытой в 1913 году
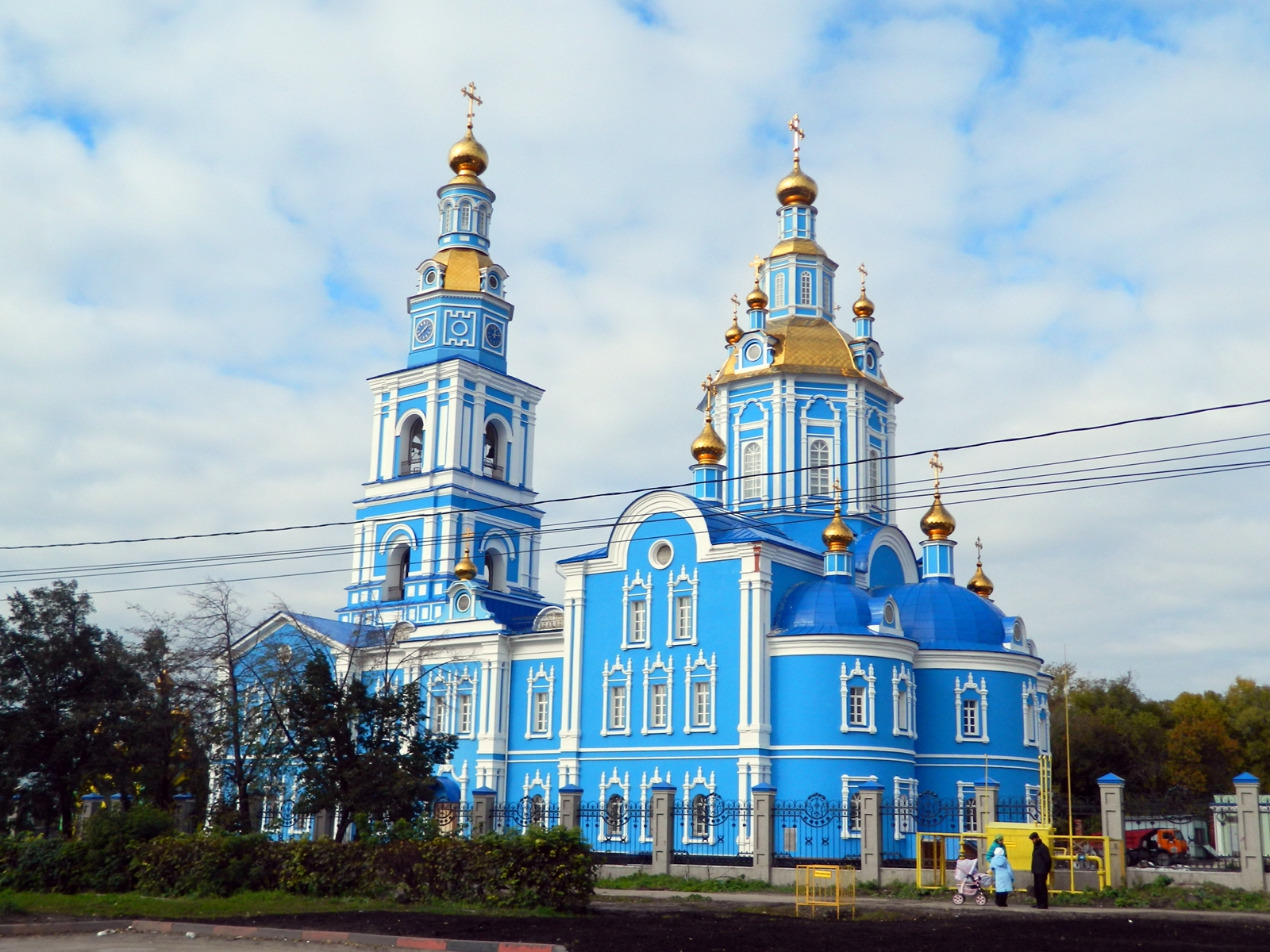
Спасо-Вознесенский собор
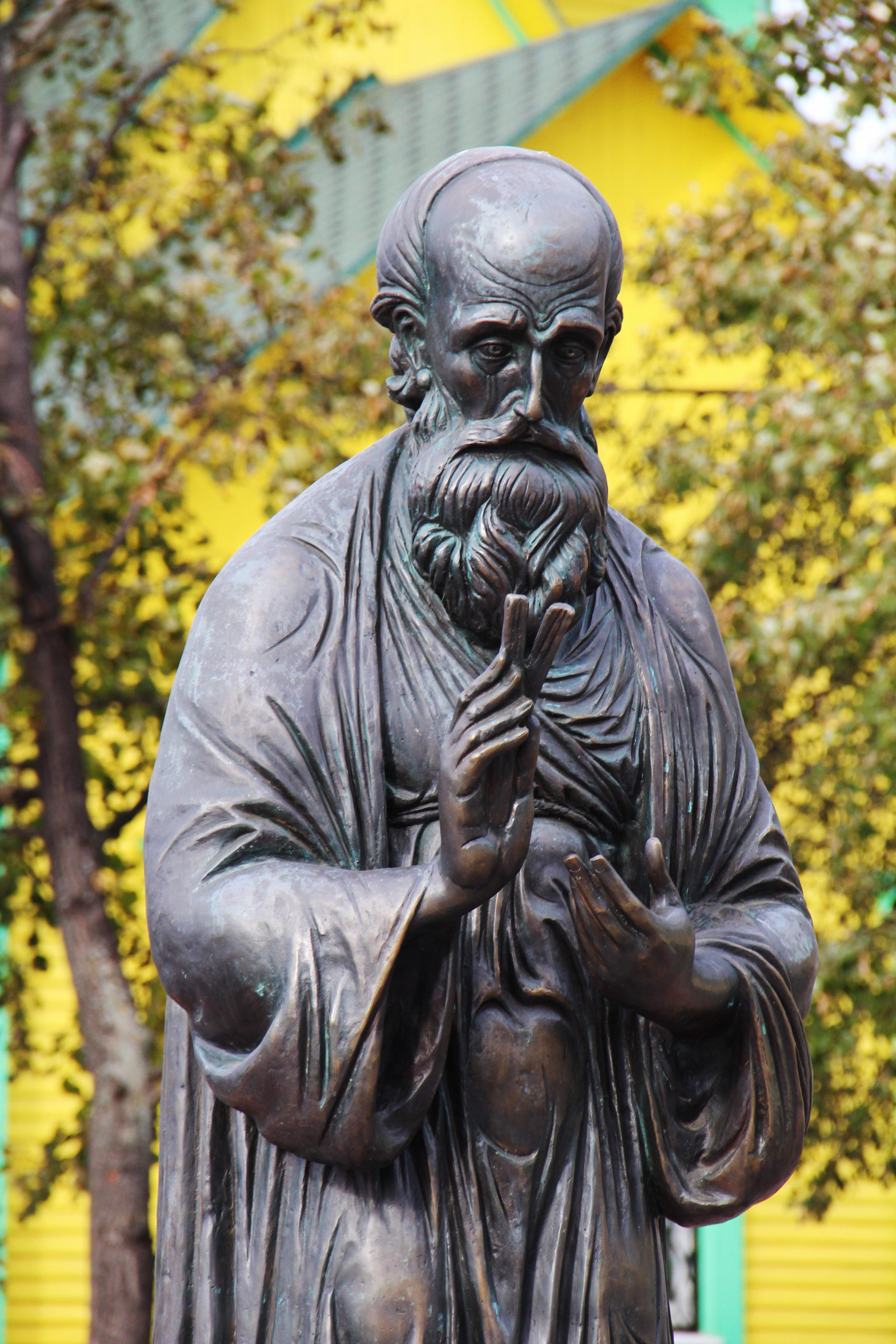
Памятник Св. Андрею Блаженному
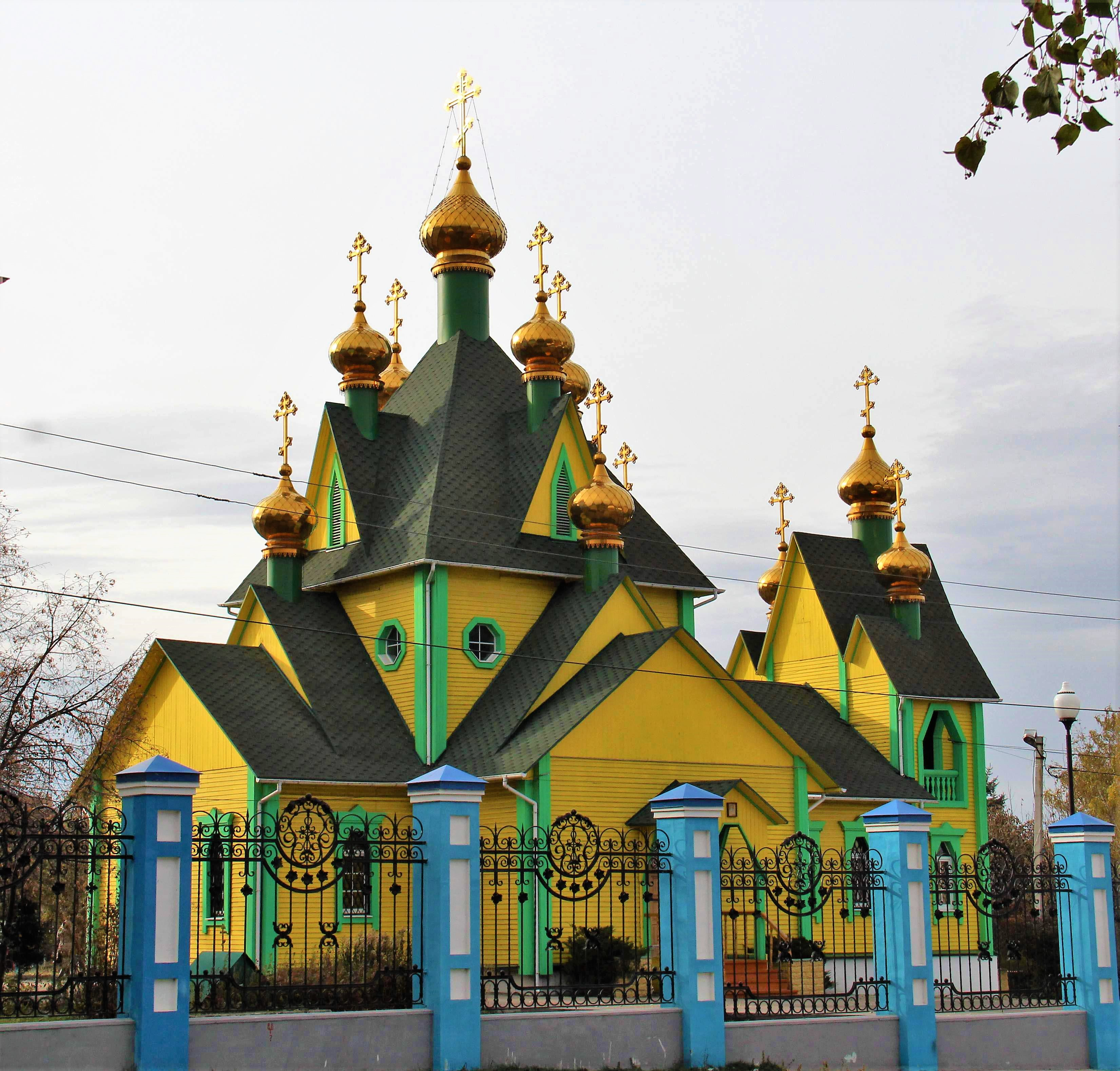
Всесвятская церковь
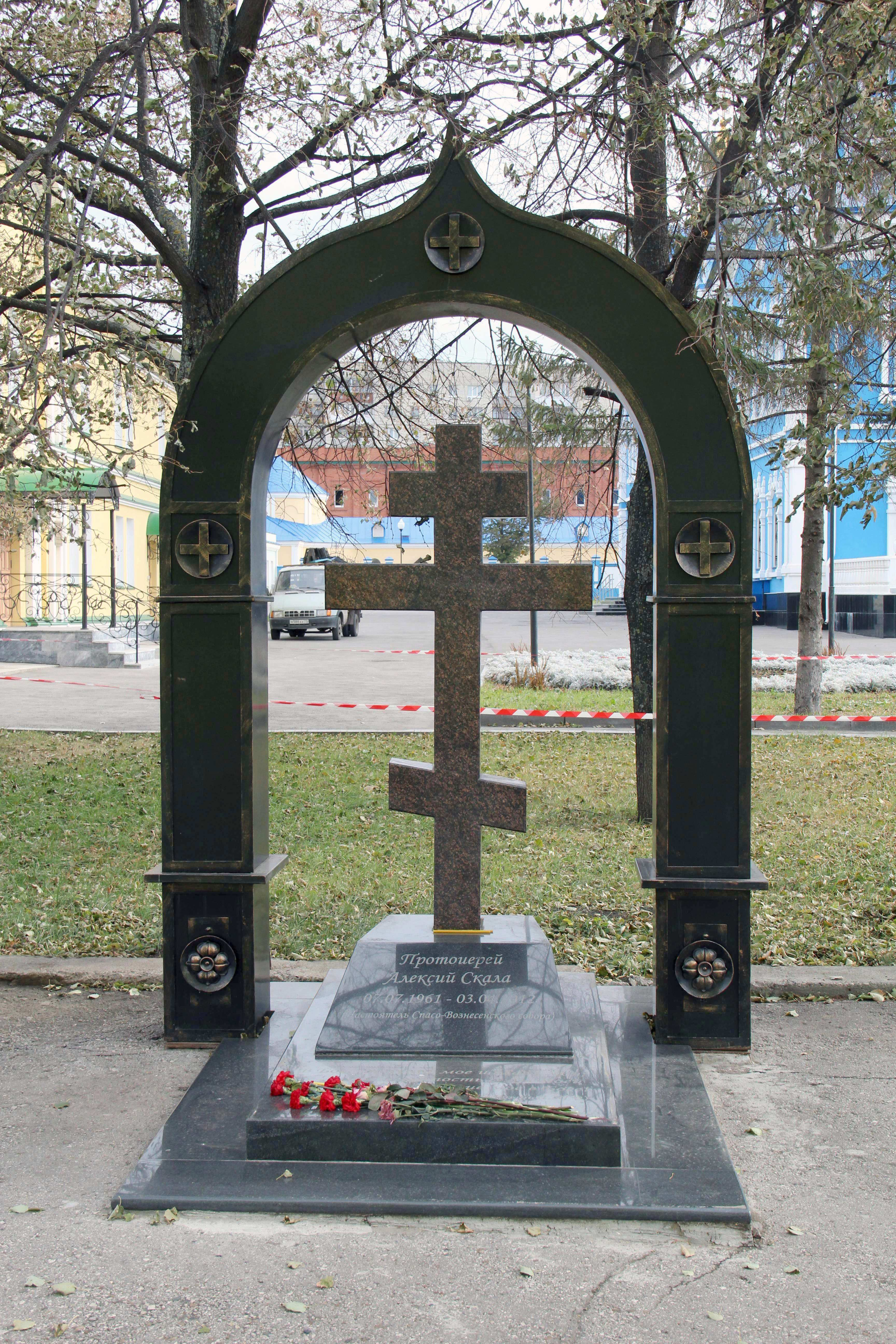
Могила Алексия Скалы
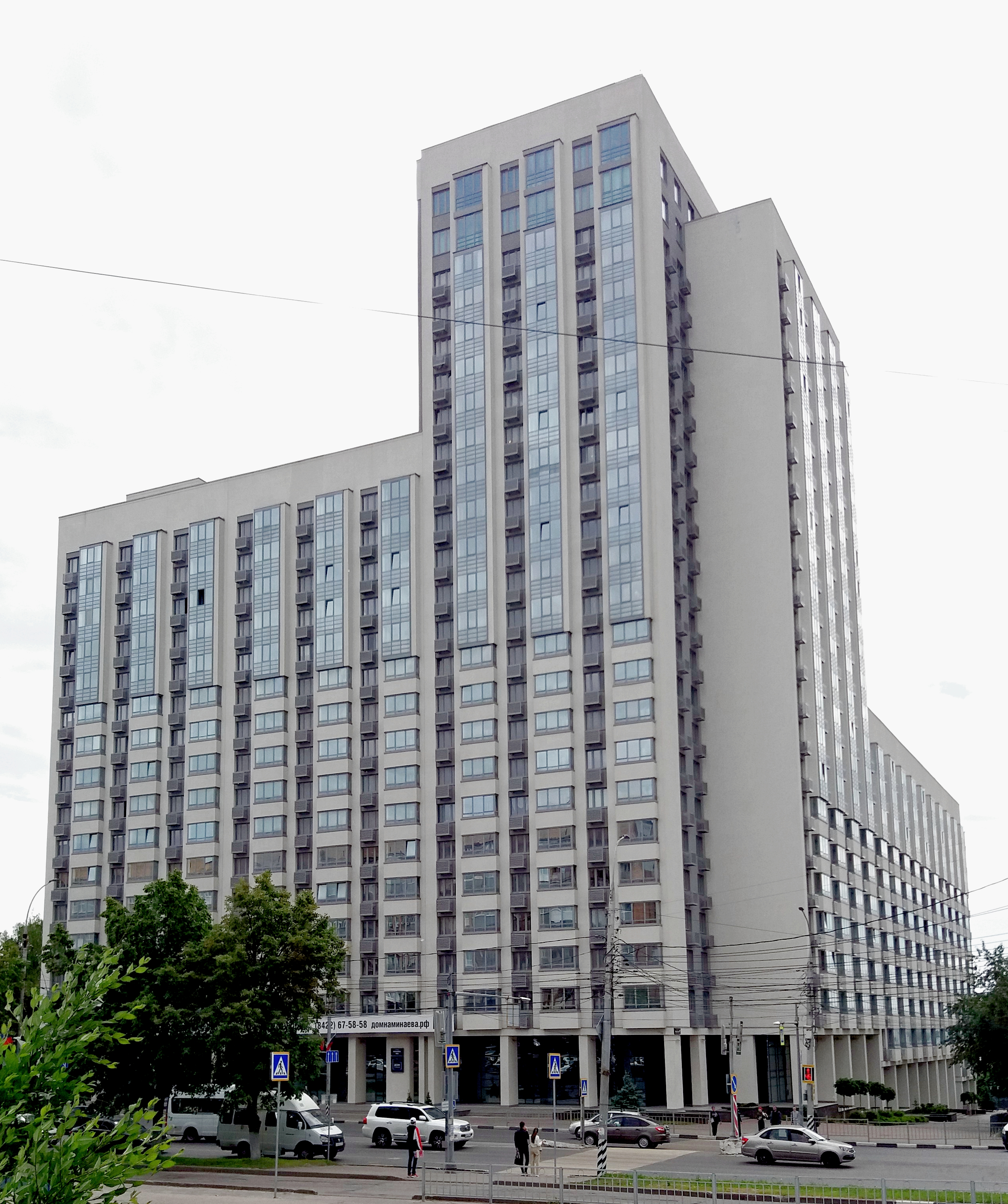
ЖК «Дом на Минаева»
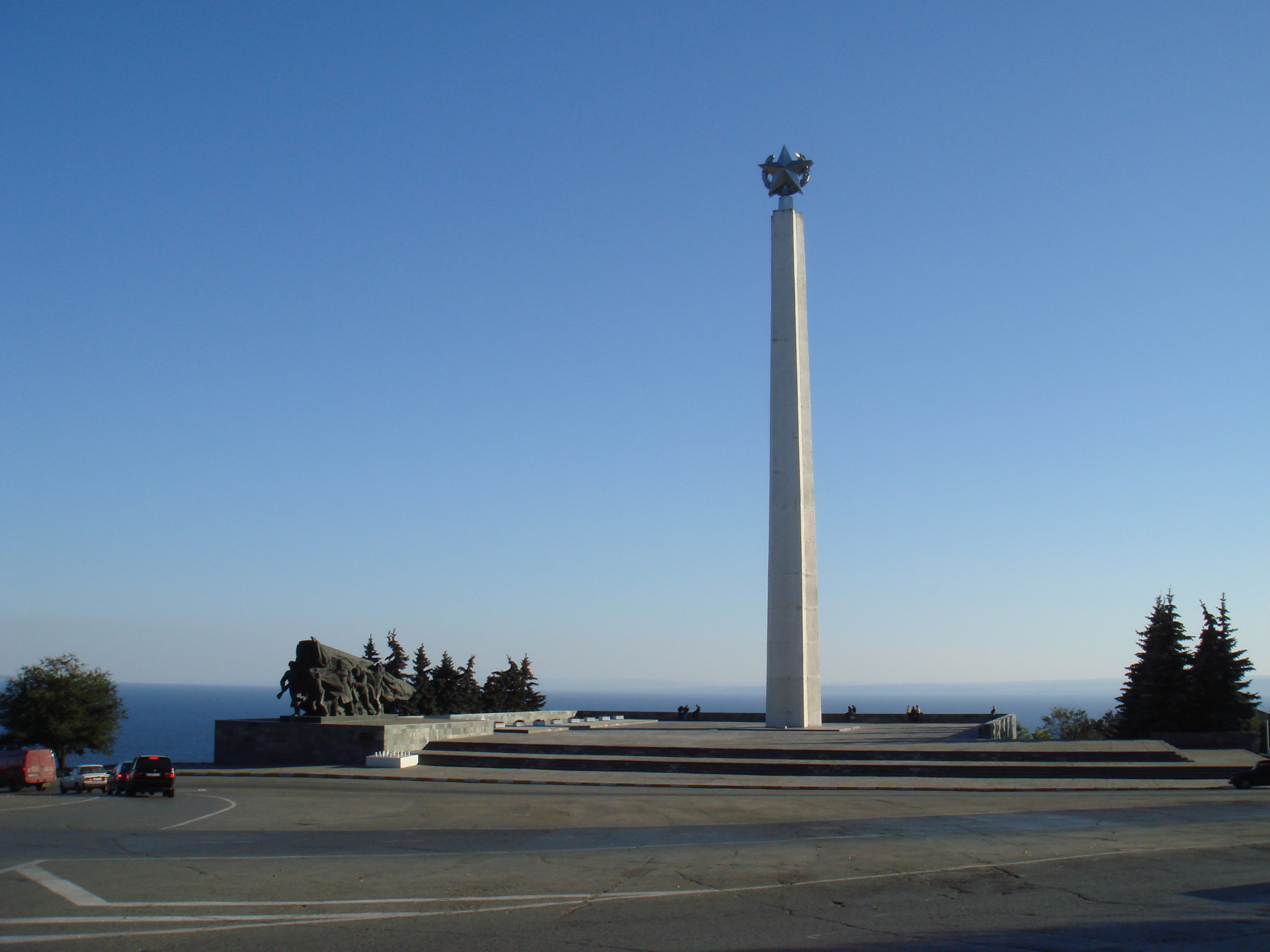
Обелиск
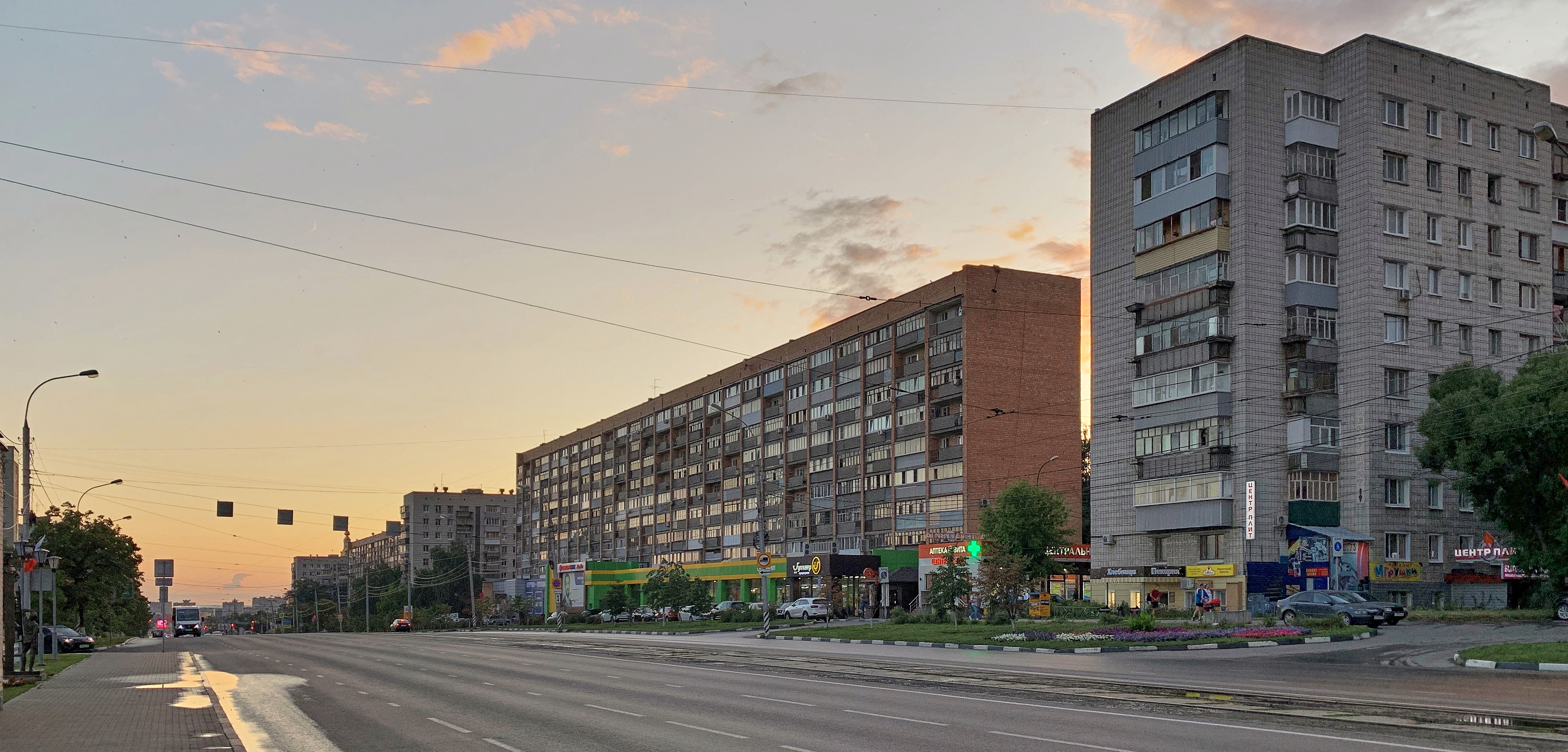
Вид на улицу Минаева
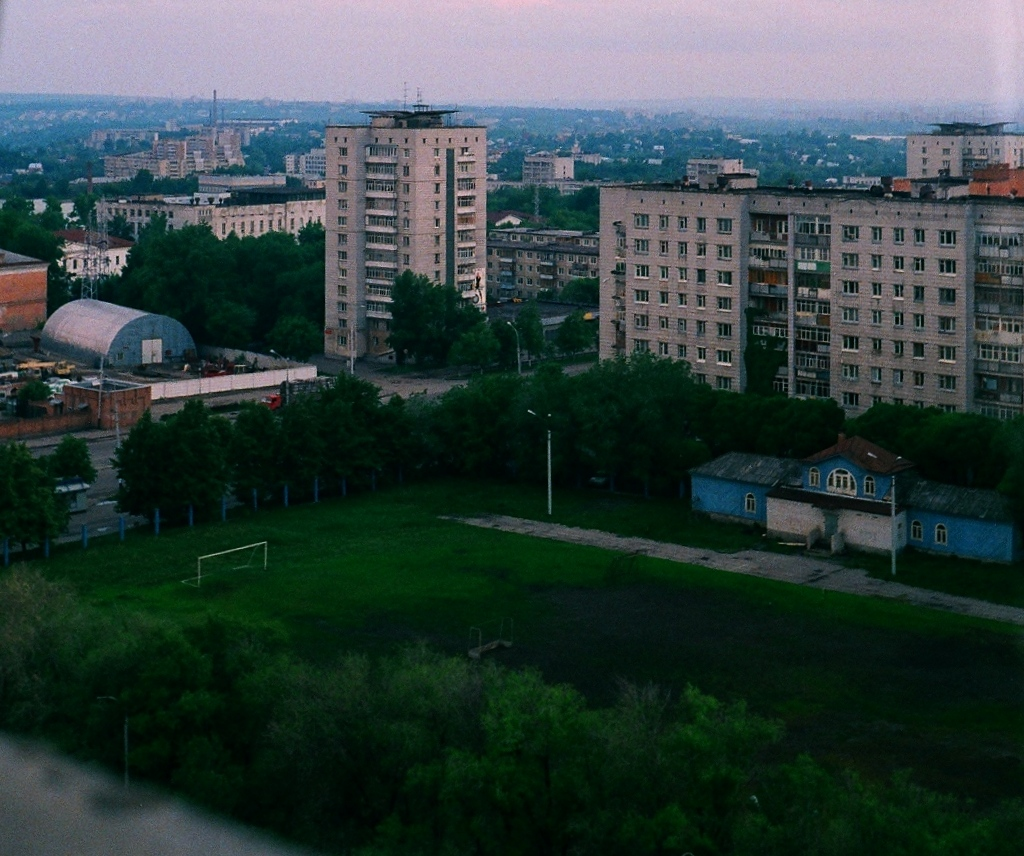
Ныне не существующий стадион "Спартак"
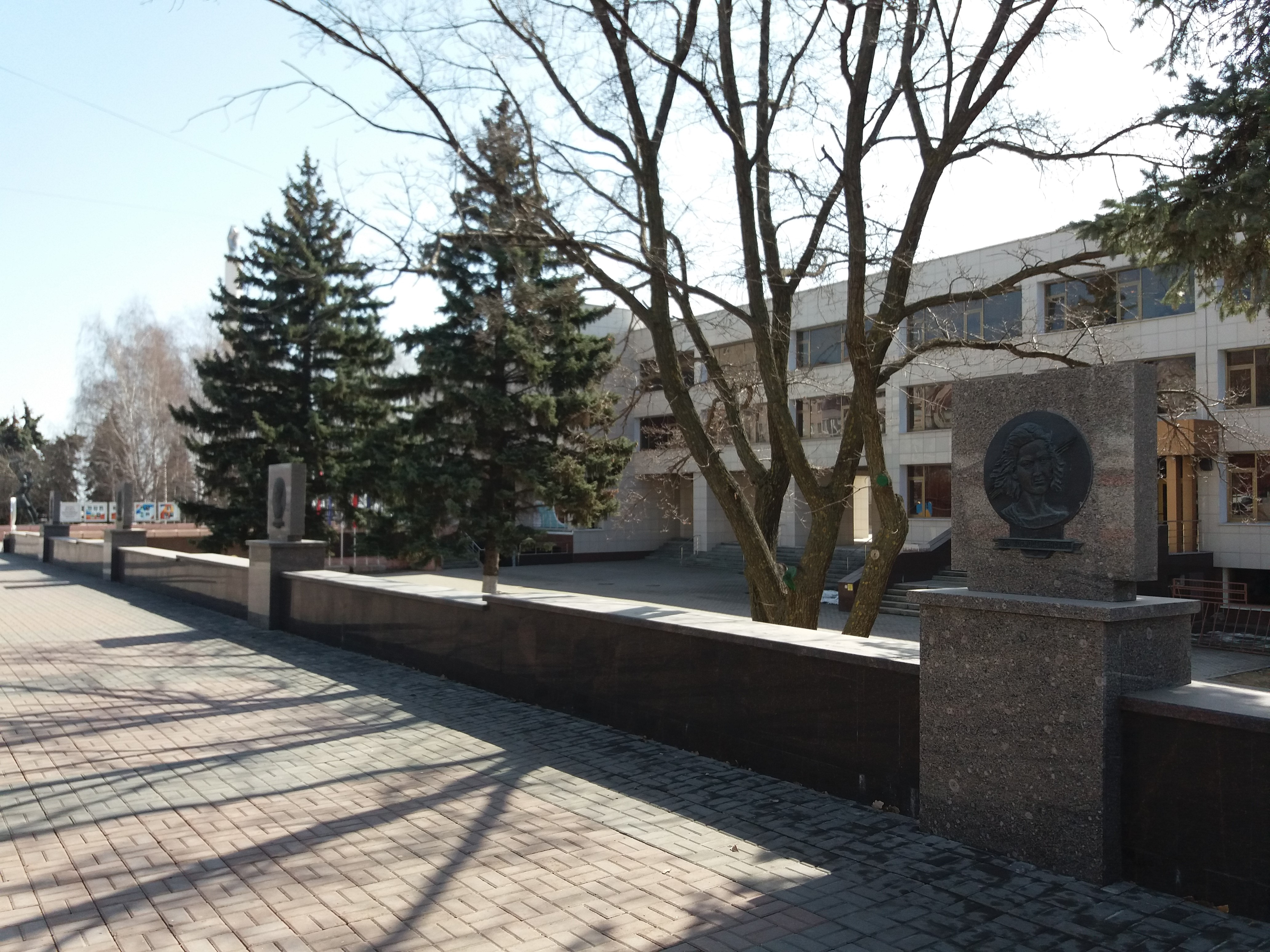
Аллея пионеров-героев
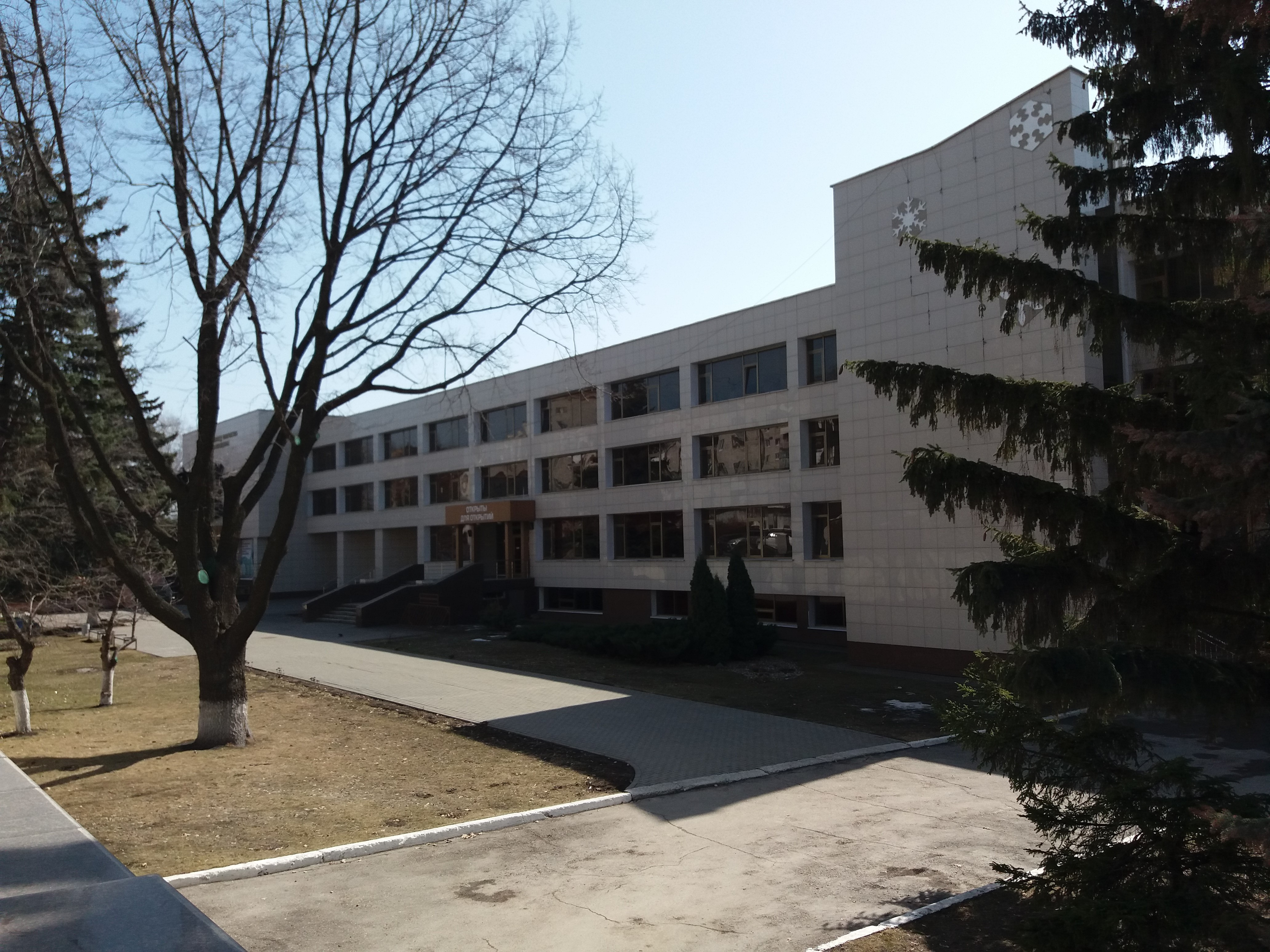
Областной дворец творчества детей и молодёжи
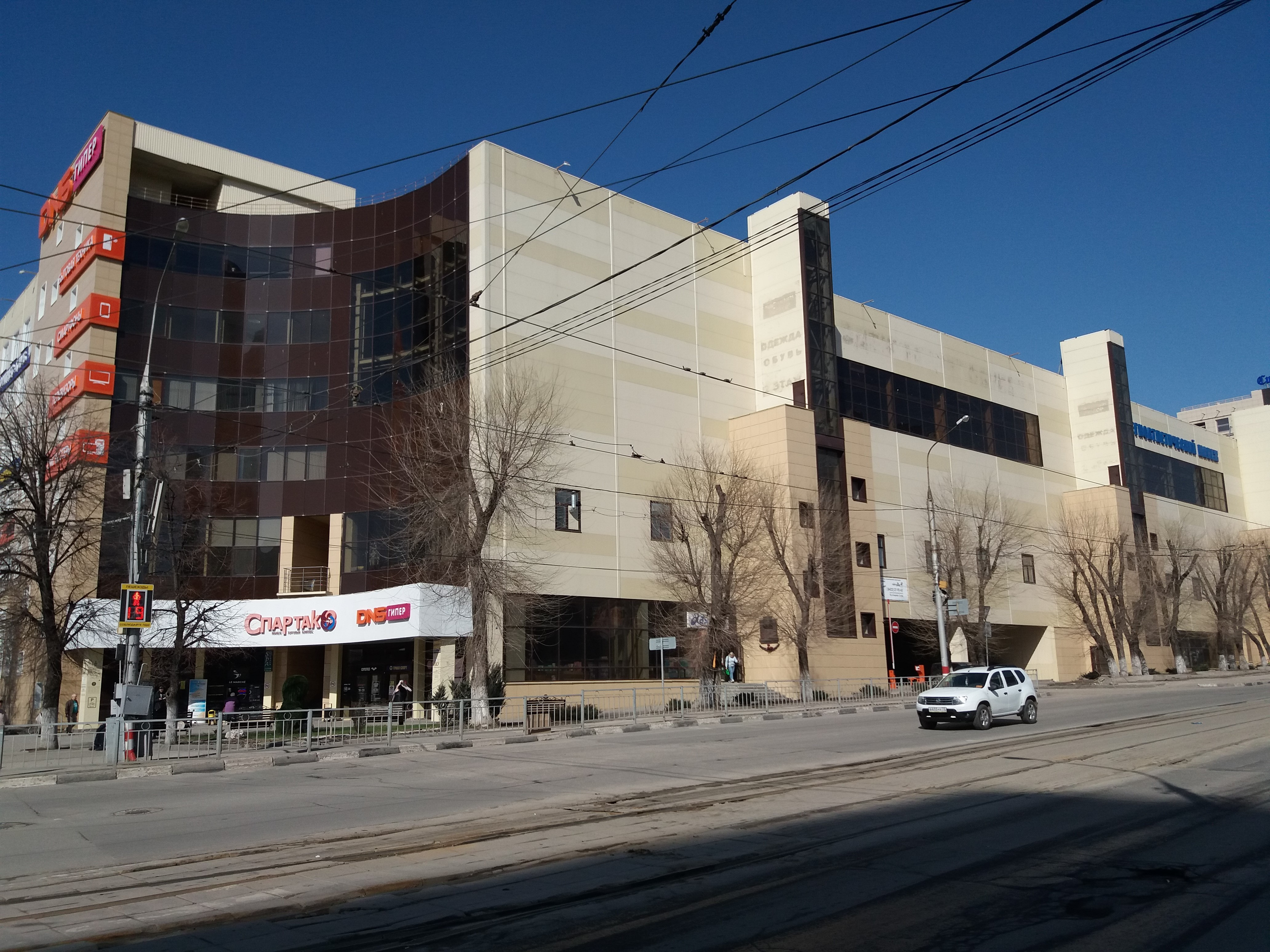
Торговый комплекс «Спартак»
Памятник "Юность".
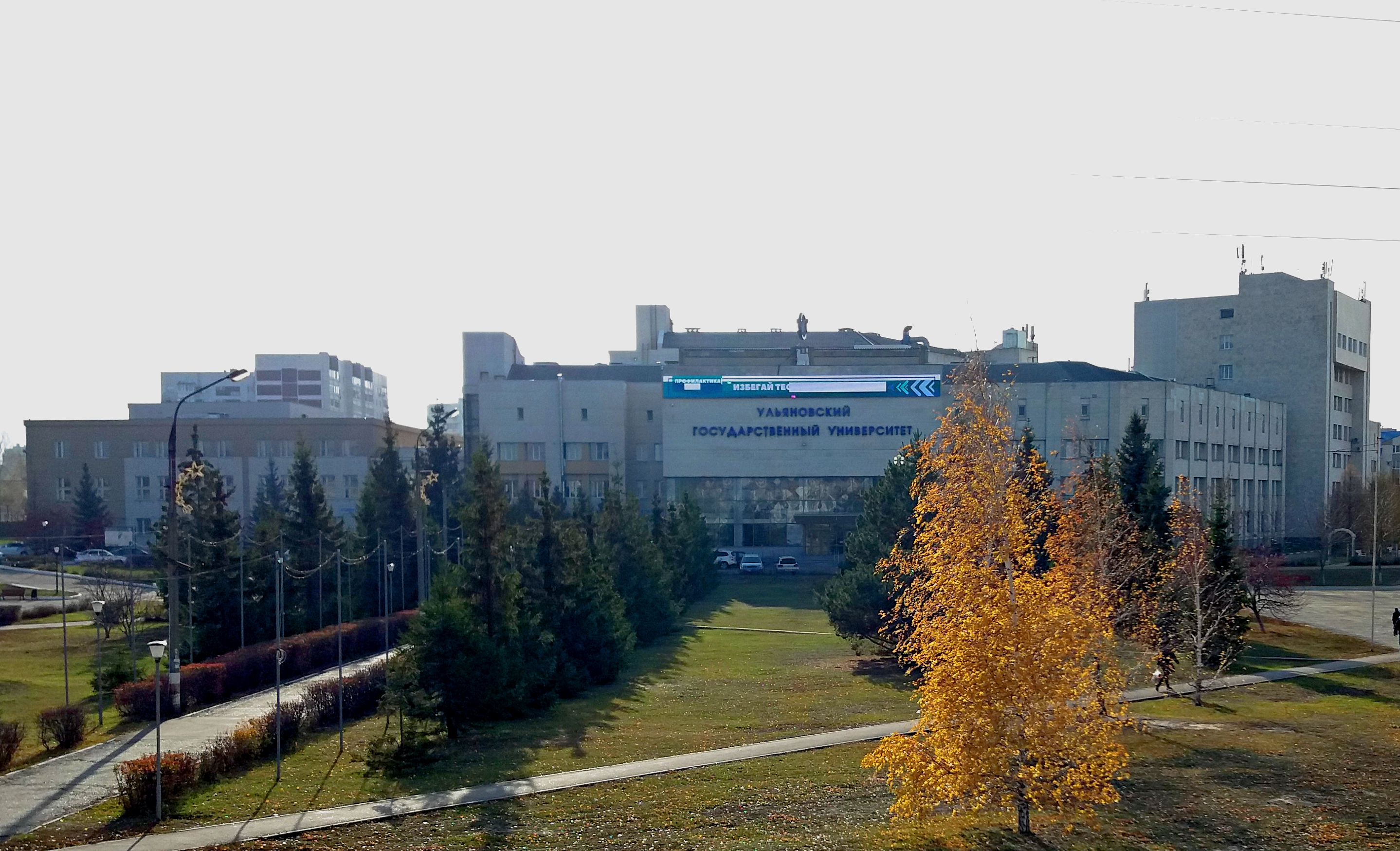
Вид на УлГУ
Монумент «Ленинский район» - начало улицы Минаева.
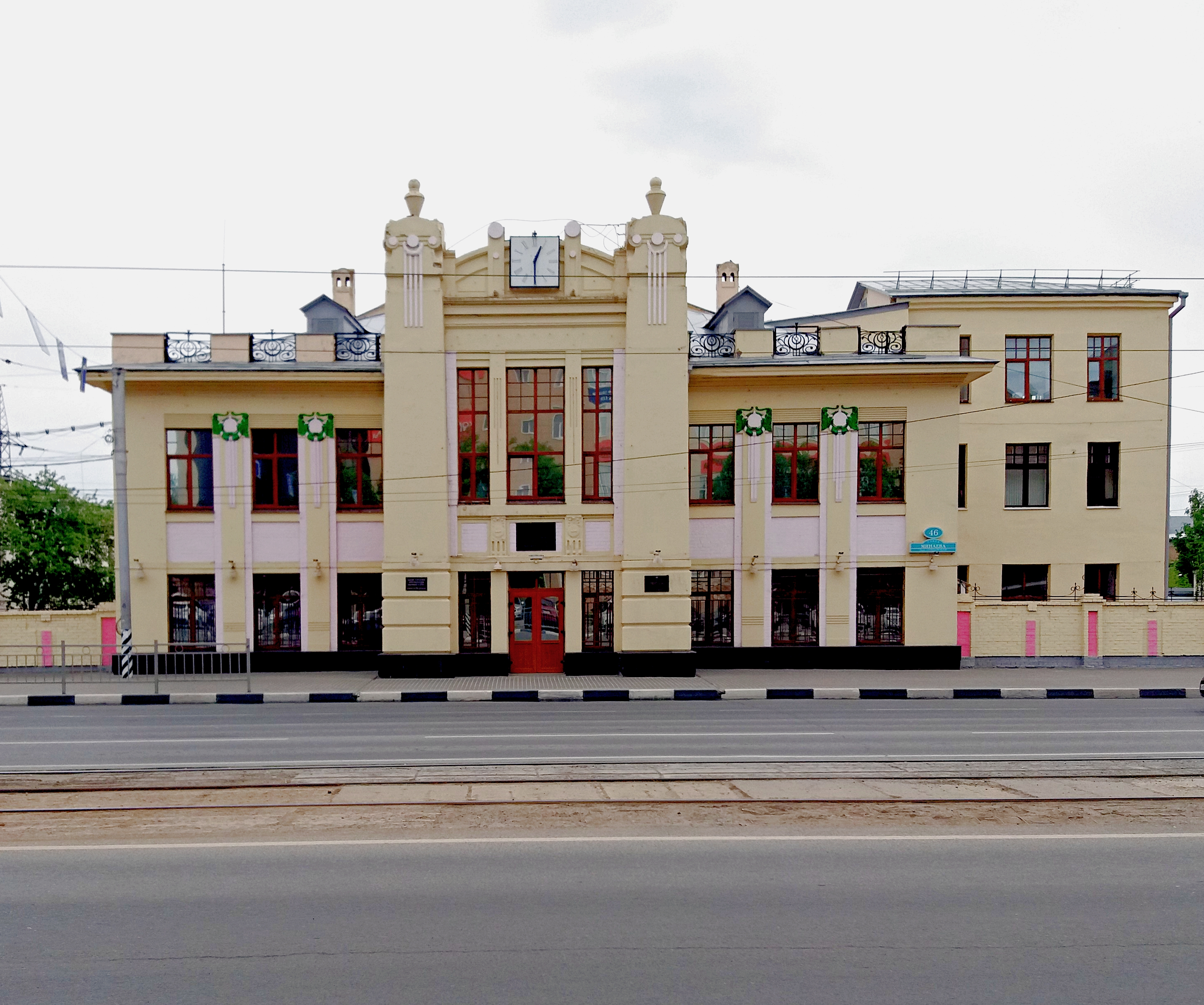
Здание первой Симбирской электростанции.
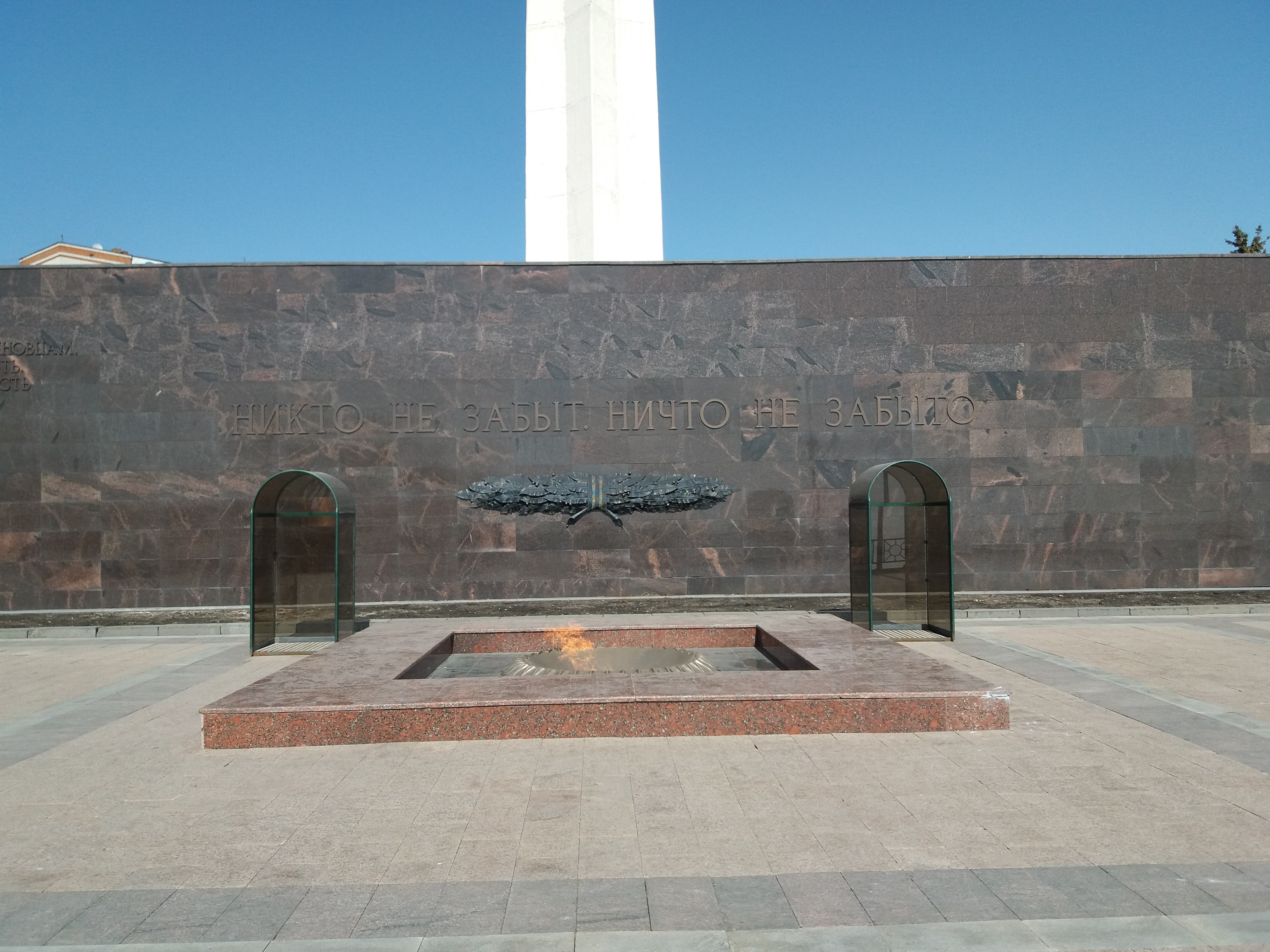
Вечный огонь.
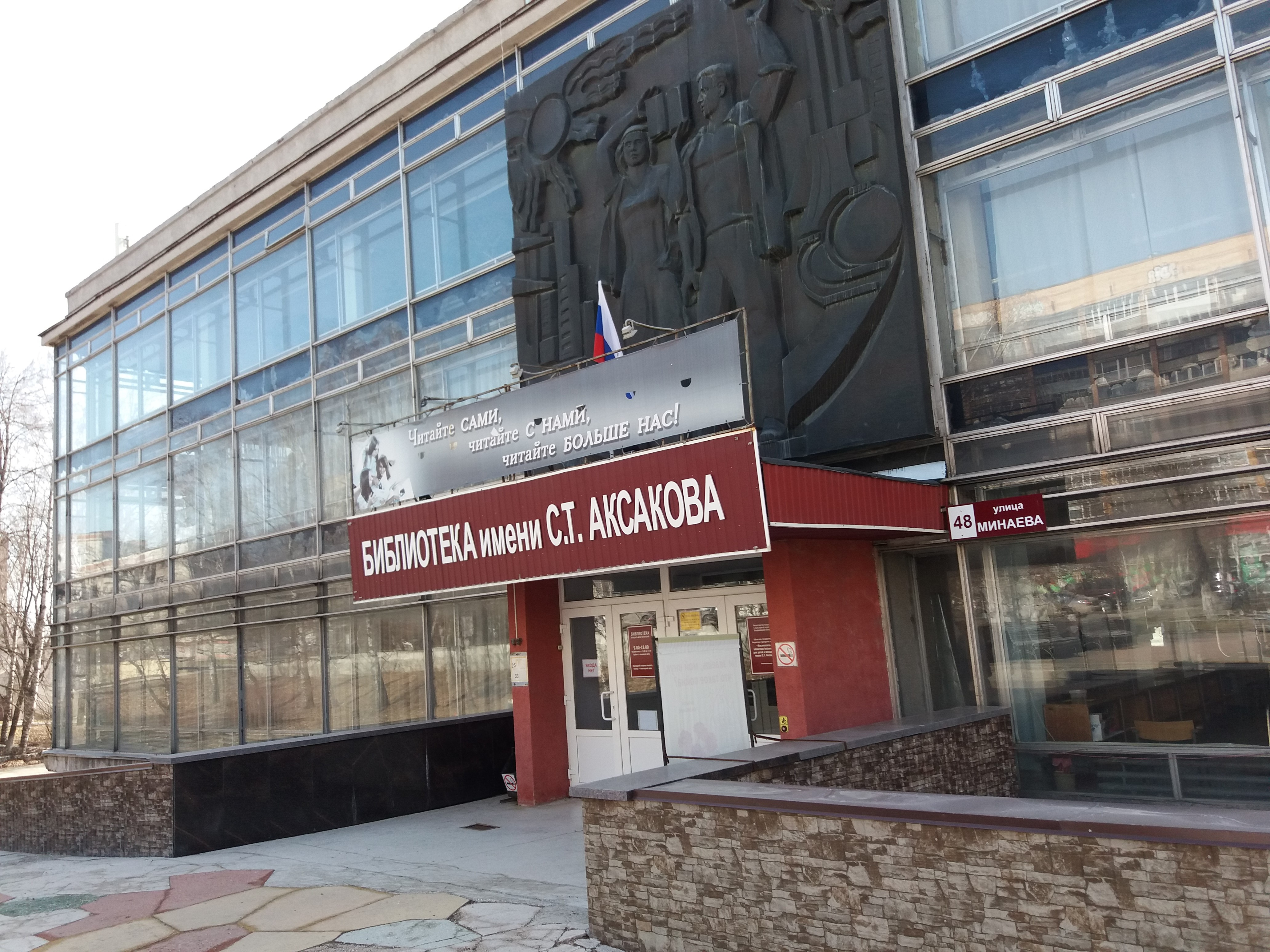
Библиотека имени Аксакова.
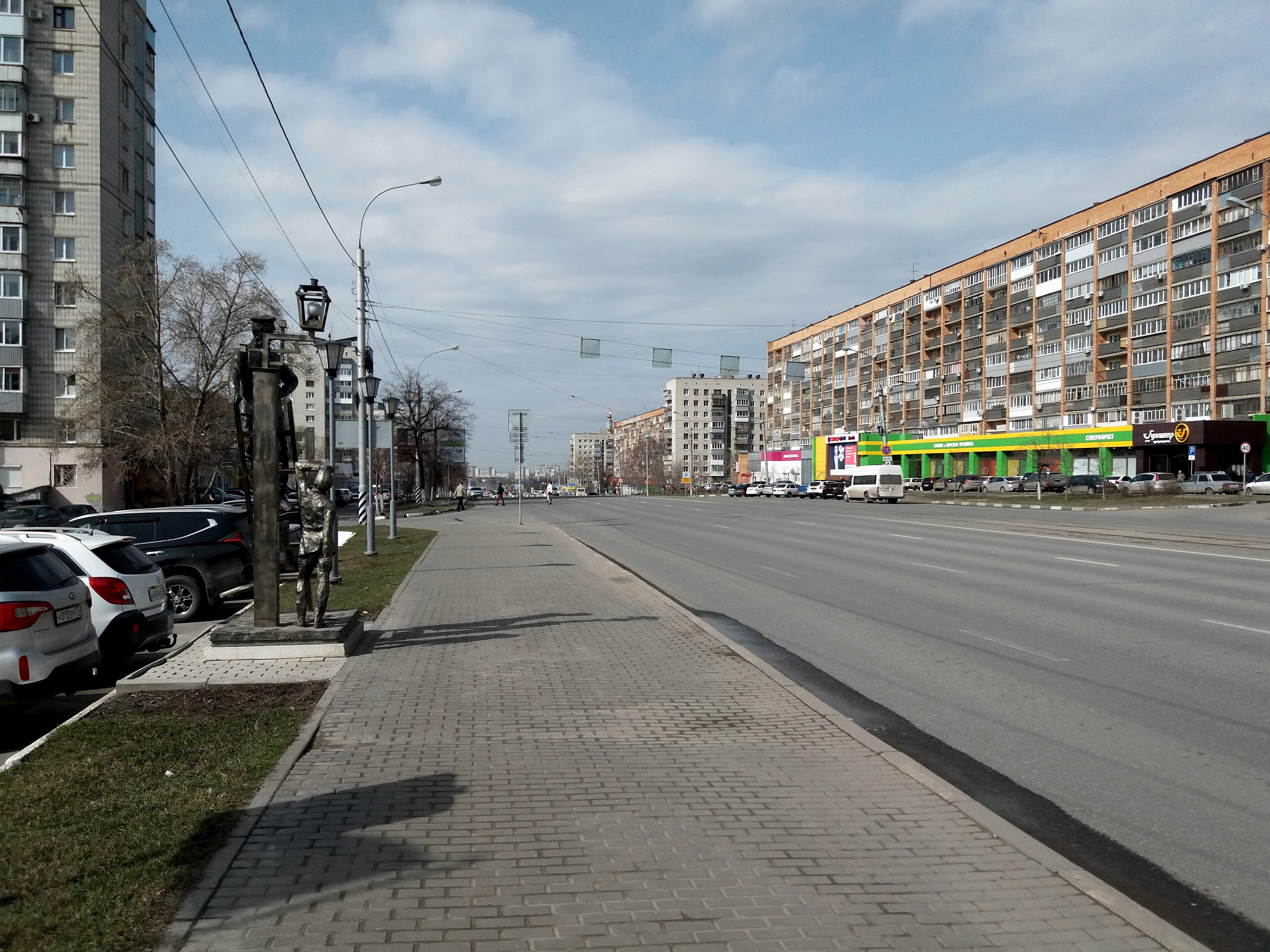
Улица Минаева.
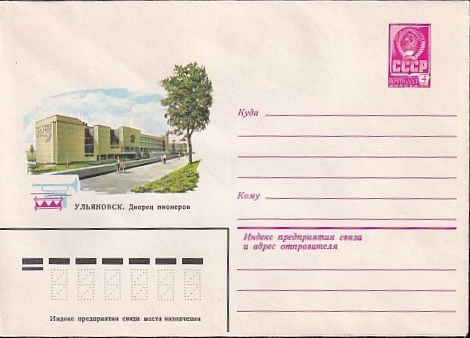
ХМК СССР, 1979. Ульяновск. Дворец пионеров.
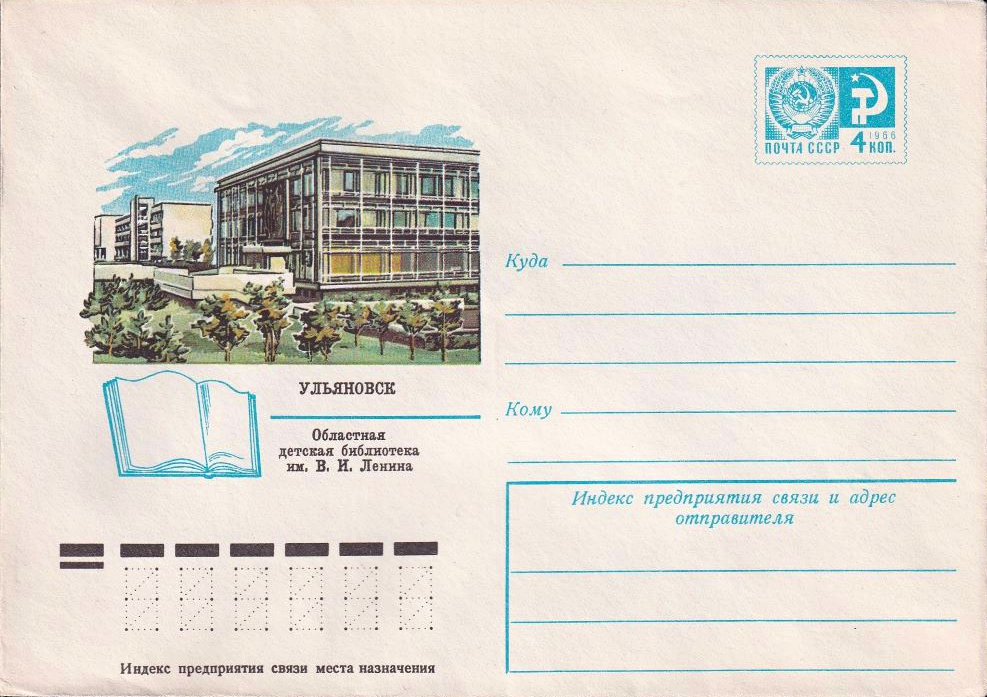
ХМК СССР, 1977 г. Ульяновск. Областная детская библиотека им. В. И. Ленина.
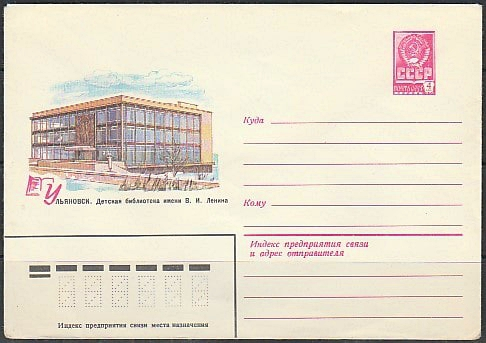
ХМК СССР, 1981. Ульяновск. Детская библиотека им. Ленина.
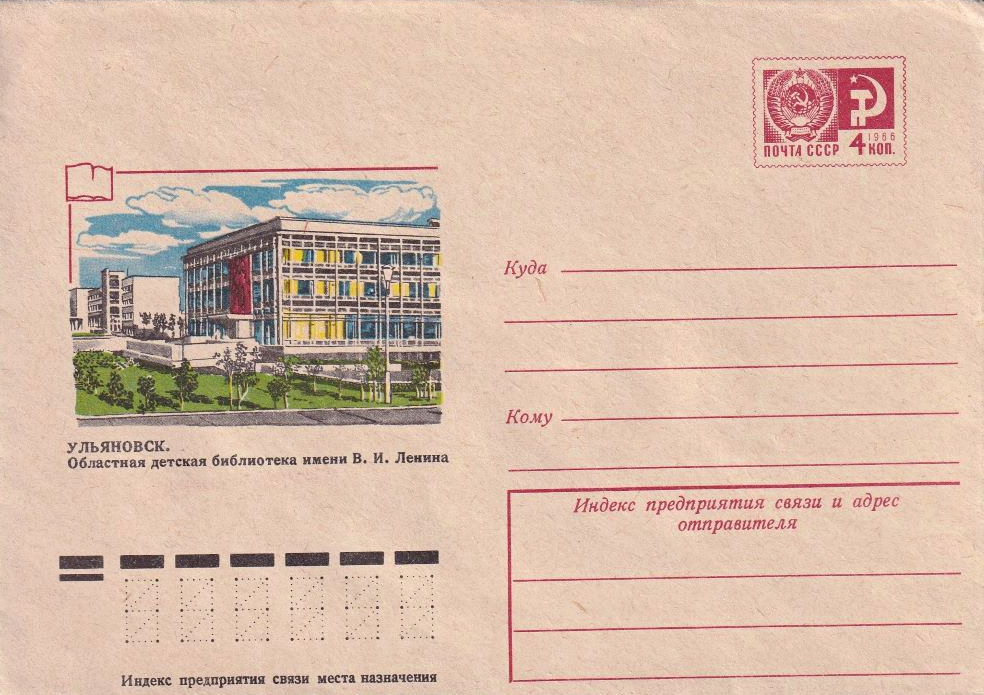
ХМК СССР, 1975 г. Ульяновск. Областная детская библиотека им. В.И. Ленина/
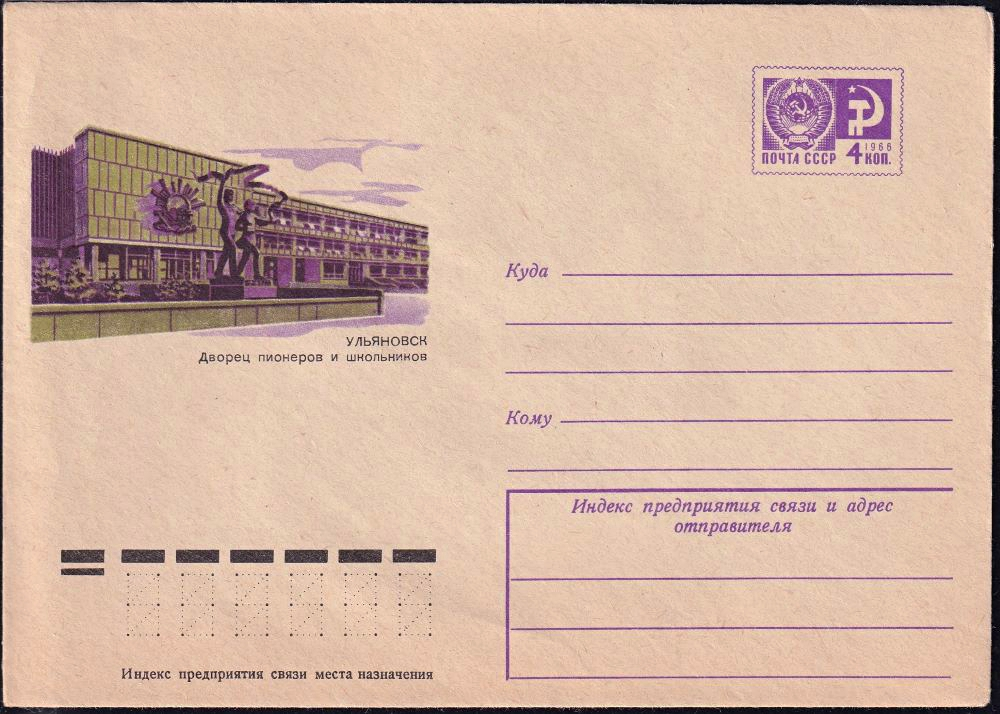
ХМК СССР, 1974. Ульяновск. Дворец пионеров и школьников.
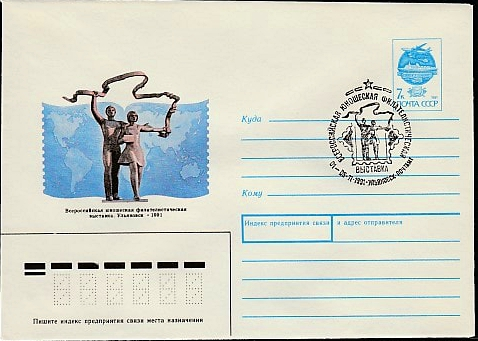
ХМК СССР, 1991. Памятник "Юность", со спецгашением.
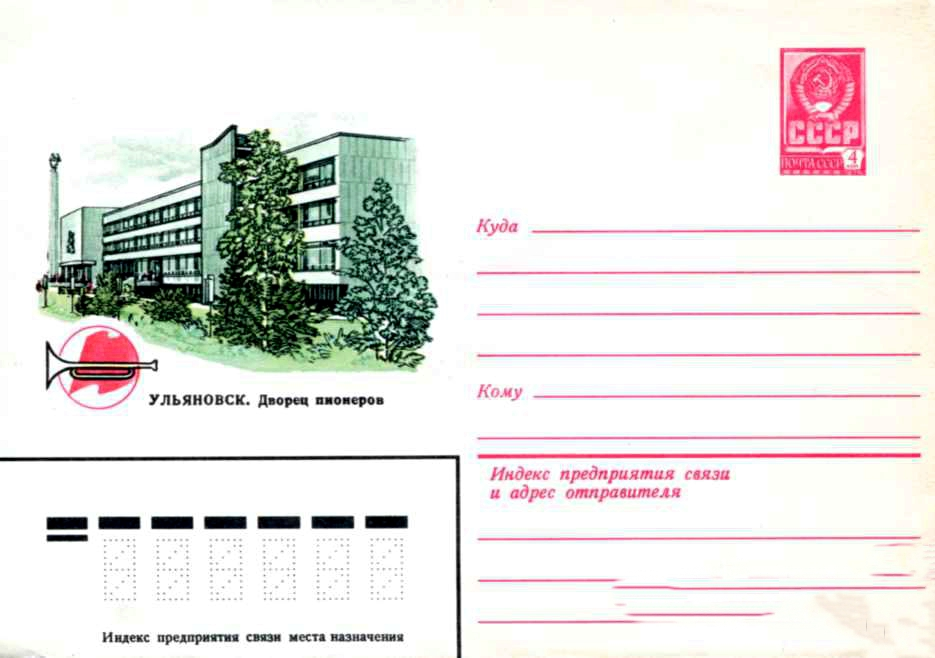
ХМК СССР, 1981. Дворец пионеров.
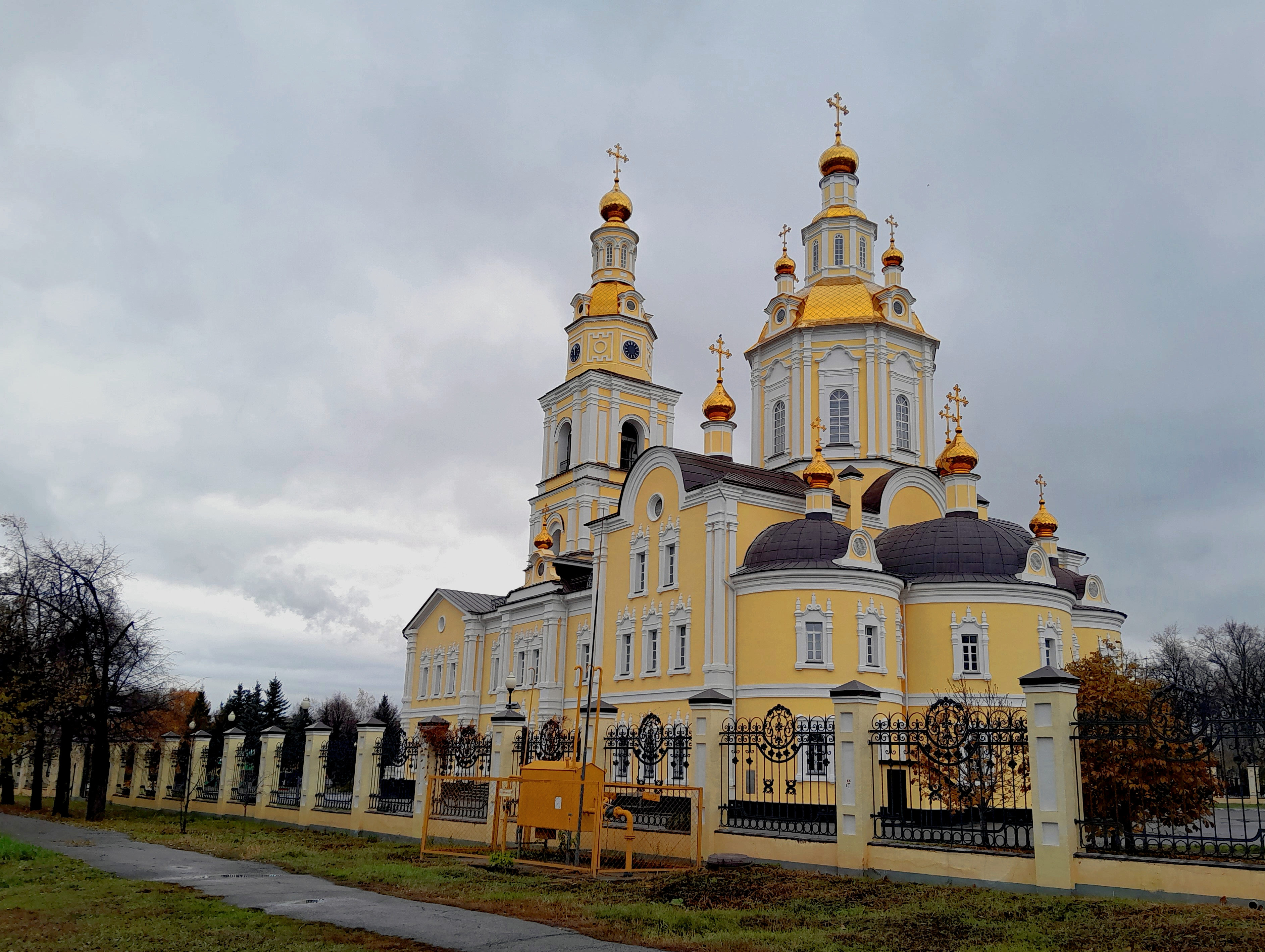
Спасо-Вознесенский собор (2024).